# Liga Venezolana de Béisbol Profesional 2020-21
La temporada 2020-21 de la Liga Venezolana de Béisbol Profesional, oficialmente Copa Maltín Polar en honor a Remigio Hermoso, empezó el 27 de noviembre de 2020 con la visita de las Águilas del Zulia a los Cardenales de Lara, campeones de la temporada pasada. El resto de los partidos inaugurales fueron disputados el mismo día.
Su temporada regular se disputó desde el 27 de noviembre de 2020 hasta el 10 de enero de 2021. La postemporada se desarrolló entre el 13 y 26 de enero de ese mismo año.
Por tercera vez, Cardenales de Lara y Caribes de Anzoátegui se enfrentaron en una final, siendo ésta la segunda de manera consecutiva entre ambos equipos, y al mismo tiempo, es también la primera que concluye con una barrida —es decir, decidida en cuatro enfrentamientos—, algo que no ocurría desde la temporada 1992-93. De esta forma, Caribes de Anzoátegui obtuvo su cuarto campeonato y el derecho de representar a Venezuela en la Serie del Caribe 2021 con sede en la ciudad de Mazatlán, en México.

## Veto de Grandes Ligas
A diferencia de la temporada anterior, solo Navegantes del Magallanes y Tigres de Aragua están sancionados por la Oficina de Control de Activos Extranjeros (OFAC) del Departamento del Tesoro de los Estados Unidos. Ambos equipos tienen representación de las gobernaciones estadales en su junta directiva. Eso, a ojos de la OFAC, los define como escuadras que no son autónomas y siguen siendo tuteladas por el Estado venezolano.

## Sedes
Debido a la pandemia de COVID-19, la temporada 2020-21 se disputó en formato «burbuja» tras alinearse a los protocolos de bioseguridad propuestos por la Major League Baseball. Sin embargo, desde la segunda mitad de diciembre, se disputaron partidos con asistencia de público (menos de 100 personas) en todos los estadios de béisbol, excepto en Caracas; por la situación de la enfermedad. Estos estadios fueron: para la División Occidental estuvieron como sedes el Estadio Antonio Herrera Gutiérrez de Barquisimeto y el Estadio José Bernardo Pérez de Valencia, mientras que para la División Central estuvieron como sedes el Estadio Universitario de Caracas y el Estadio José Pérez Colmenares de Maracay. Para ambas divisiones estuvo el Estadio Jorge Luis García Carneiro donde se disputaron alternativamente 11 juegos.
| Barquisimeto                         | Caracas                                   | La Guaira                                 |
| ------------------------------------ | ----------------------------------------- | ----------------------------------------- |
| Antonio Herrera Gutiérrez            | Universitario de Caracas                  | Jorge Luis García Carneiro                |
| Capacidad: 20 450                    | Capacidad: 20 723                         | Capacidad: 14 300                         |
|                                      |                                           |                                           |
| Cardenales de Lara Águilas del Zulia | Leones del Caracas Tiburones de La Guaira | Tiburones de La Guaira Leones del Caracas |

| Maracay                                | Valencia                                      |
| -------------------------------------- | --------------------------------------------- |
| José Pérez Colmenares                  | José Bernardo Pérez                           |
| Capacidad: 12 650                      | Capacidad: 16 000                             |
|                                        |                                               |
| Tigres de Aragua Caribes de Anzoátegui | Navegantes del Magallanes Bravos de Margarita |

## Equipos participantes
| Liga Venezolana de Béisbol Profesional 2020-21 |           |                |                            |                                   |           |
| Equipo                                         | Fundación | Mánager        | Ciudad                     | Estadio                           | Capacidad |
| Águilas del Zulia                              | 1969      | Rouglas odor   | Maracaibo, Zulia           | Estadio Antonio Herrera Gutiérrez | 20,450    |
| Bravos de Margarita                            | 2007      | Henry Blanco   | Porlamar, Nueva Esparta    | Estadio José Bernardo Pérez       | 16,000    |
| Cardenales de Lara                             | 1942      | José Moreno    | Barquisimeto, Lara         | Estadio Antonio Herrera Gutiérrez | 20,450    |
| Caribes de Anzoátegui                          | 1987      | Mike Álvarez   | Puerto La Cruz, Anzoátegui | Estadio Alfonso Chico Carrasquel  | 18,000    |
| Leones del Caracas                             | 1942      | Víctor Gárate  | Caracas, Distrito Capital  | Estadio Universitario             | 20,723    |
| Navegantes del Magallanes                      | 1917      | Carlos García  | Valencia, Carabobo         | Estadio José Bernardo Pérez       | 16,000    |
| Tiburones de La Guaira                         | 1962      | Rusell Vásquez | La Guaira, La Guaira       | Estadio Universitario             | 20,723    |
| Tigres de Aragua                               | 1965      | Luis Ugueto    | Maracay, Aragua            | Estadio José Pérez Colmenares     | 12,450    |

## Temporada regular
Durante la temporada regular, fueron disputados ciento cincuenta y siete (157) de los ciento sesenta (160) partidos posibles, a razón de cuarenta (40) juegos para cada uno de los ocho (8) equipos, y se hizo de la siguiente manera: ocho (8) partidos con cada equipo de la misma división, y cuatro (4) con cada equipo de la otra división. Navegantes del Magallanes y Tigres de Aragua no disputaron sus últimos tres compromisos entre sí al no ser necesarios para definir algún cupo para la postemporada.
Finalizada la ronda eliminatoria, clasificaron directamente a las semifinales los dos (2) mejores equipos de cada división.

### Standings

#### División Central
Actualizado al 10 de enero de 2021.
| División Central       | División Central | División Central | División Central | División Central | División Central | División Central |
| Equipo                 | V                | D                | Pct              | PD               | Strk             | R                |
| ---------------------- | ---------------- | ---------------- | ---------------- | ---------------- | ---------------- | ---------------- |
| Caribes de Anzoátegui  | 24               | 16               | .600             | —                | 1 V              | 7                |
| Tigres de Aragua       | 17               | 20               | .459             | 5.5              | 1 V              | 20               |
| Tiburones de La Guaira | 16               | 24               | .400             | 8                | 1 D              | -27              |
| Leones del Caracas     | 15               | 25               | .375             | 9                | 6 D              | -56              |

|  |                                |
|  | Clasificado a la postemporada. |

#### División Occidental
Actualizado al 10 de enero de 2021.
| División Occidental       | División Occidental | División Occidental | División Occidental | División Occidental | División Occidental | División Occidental |
| Equipo                    | V                   | D                   | Pct                 | PD                  | Strk                | R                   |
| ------------------------- | ------------------- | ------------------- | ------------------- | ------------------- | ------------------- | ------------------- |
| Cardenales de Lara        | 25                  | 15                  | .625                | —                   | 1 D                 | 57                  |
| Navegantes del Magallanes | 21                  | 16                  | .568                | 2.5                 | 1 V                 | 31                  |
| Bravos de Margarita       | 20                  | 20                  | .500                | 5                   | 2 V                 | 46                  |
| Águilas del Zulia         | 19                  | 21                  | .475                | 6                   | 1 D                 | -78                 |

|  |                                |
|  | Clasificado a la postemporada. |

### Calendario
| Águilas del Zulia         | 6-4  | Cardenales de Lara        | Antonio Herrera Gutiérrez  | 27 de noviembre | 06:00pm | IVC     |
| Leones del Caracas        | 7-4  | Tiburones de La Guaira    | Universitario de Caracas   | 27 de noviembre | 06:00pm | DirecTV |
| Cardenales de Lara        | 10-4 | Águilas del Zulia         | Antonio Herrera Gutiérrez  | 28 de noviembre | 01:00pm | -       |
| Caribes de Anzoátegui     | 7-3  | Tigres de Aragua          | José Pérez Colmenares      | 28 de noviembre | 02:00pm | DirecTV |
| Tiburones de La Guaira    | 3-8  | Leones del Caracas        | Universitario de Caracas   | 28 de noviembre | 03:00pm | TLT     |
| Tigres de Aragua          | 1-3  | Caribes de Anzoátegui     | José Pérez Colmenares      | 28 de noviembre | 05:30pm | DirecTV |
| Navegantes del Magallanes | 2-4  | Bravos de Margarita       | José Bernardo Pérez        | 28 de noviembre | 06:00pm | IVC     |
| Leones del Caracas        | 2-4  | Caribes de Anzoátegui     | Universitario de Caracas   | 29 de noviembre | 01:00pm | DirecTV |
| Tigres de Aragua          | 1-9  | Tiburones de La Guaira    | Jorge Luis García Carneiro | 29 de noviembre | 01:30pm | TLT     |
| Bravos de Margarita       | 6-7  | Cardenales de Lara        | Antonio Herrera Gutiérrez  | 29 de noviembre | 03:00pm | -       |
| Águilas del Zulia         | 6-10 | Navegantes del Magallanes | José Bernardo Pérez        | 29 de noviembre | 05:00pm | IVC     |

| Navegantes del Magallanes | 1-0  | Águilas del Zulia         | Antonio Herrera Gutiérrez  | 1 de diciembre | 06:00pm | IVC     |
| Caribes de Anzoátegui     | 0-1  | Leones del Caracas        | Universitario de Caracas   | 1 de diciembre | 06:00pm | TLT     |
| Cardenales de Lara        | 6-2  | Bravos de Margarita       | José Bernardo Pérez        | 1 de diciembre | 06:00pm | DirecTV |
| Tiburones de La Guaira    | 0-11 | Tigres de Aragua          | José Pérez Colmenares      | 1 de diciembre | 06:00pm | -       |
| Bravos de Margarita       | 4-3  | Navegantes del Magallanes | José Bernardo Pérez        | 2 de diciembre | 05:00pm | DirecTV |
| Tiburones de La Guaira    | 3-4  | Leones del Caracas        | Universitario de Caracas   | 2 de diciembre | 06:00pm | TLT     |
| Caribes de Anzoátegui     | 4-8  | Tigres de Aragua          | José Pérez Colmenares      | 2 de diciembre | 06:00pm | -       |
| Cardenales de Lara        | 0-1  | Águilas del Zulia         | Antonio Herrera Gutiérrez  | 2 de diciembre | 06:00pm | IVC     |
| Navegantes del Magallanes | 2-3  | Bravos de Margarita       | José Bernardo Pérez        | 2 de diciembre | 08:00pm | DirecTV |
| Leones del Caracas        | 5-6  | Tigres de Aragua          | Jorge Luis García Carneiro | 3 de diciembre | 01:30pm | TLT     |
| Bravos de Margarita       | 3-4  | Águilas del Zulia         | Antonio Herrera Gutiérrez  | 3 de diciembre | 06:00pm | IVC     |
| Caribes de Anzoátegui     | 10-5 | Tiburones de La Guaira    | Universitario de Caracas   | 3 de diciembre | 06:00pm | -       |
| Cardenales de Lara        | 5-8  | Navegantes del Magallanes | José Bernardo Pérez        | 3 de diciembre | 06:00pm | DirecTV |
| Navegantes del Magallanes | 1-4  | Cardenales de Lara        | Antonio Herrera Gutiérrez  | 4 de diciembre | 06:00pm | IVC     |
| Águilas del Zulia         | 6-8  | Bravos de Margarita       | José Bernardo Pérez        | 4 de diciembre | 06:00pm | DirecTV |
| Tigres de Aragua          | 6-3  | Leones del Caracas        | Universitario de Caracas   | 4 de diciembre | 06:00pm | TLT     |
| Tiburones de La Guaira    | 3-4  | Caribes de Anzoátegui     | José Pérez Colmenares      | 4 de diciembre | 06:00pm | -       |
| Bravos de Margarita       | 3-9  | Tigres de Aragua          | José Pérez Colmenares      | 5 de diciembre | 01:00pm | DirecTV |
| Bravos de Margarita       | 3-1  | Tigres de Aragua          | José Pérez Colmenares      | 5 de diciembre | 04:00pm | DirecTV |
| Cardenales de Lara        | 3-2  | Tiburones de La Guaira    | Universitario de Caracas   | 5 de diciembre | 05:00pm | TLT     |
| Leones del Caracas        | 6-3  | Águilas del Zulia         | Antonio Herrera Gutiérrez  | 5 de diciembre | 05:00pm | IVC     |
| Caribes de Anzoátegui     | 6-4  | Navegantes del Magallanes | José Bernardo Pérez        | 5 de diciembre | 05:00pm | -       |
| Cardenales de Lara        | 6-2  | Tiburones de La Guaira    | Universitario de Caracas   | 5 de diciembre | 08:00pm | TLT     |
| Leones del Caracas        | 2-3  | Águilas del Zulia         | Antonio Herrera Gutiérrez  | 5 de diciembre | 08:00pm | IVC     |
| Caribes de Anzoátegui     | 4-10 | Navegantes del Magallanes | José Bernardo Pérez        | 5 de diciembre | 08:00pm | -       |

| Navegantes del Magallanes | 7-2  | Tigres de Aragua          | José Pérez Colmenares      | 7 de diciembre  | 06:00pm | TLT     |
| Caribes de Anzoátegui     | 7-1  | Bravos de Margarita       | José Bernardo Pérez        | 7 de diciembre  | 06:00pm | -       |
| Cardenales de Lara        | 1-9  | Leones del Caracas        | Universitario de Caracas   | 7 de diciembre  | 06:00pm | DirecTV |
| Bravos de Margarita       | 6-0  | Navegantes del Magallanes | Jorge Luis García Carneiro | 8 de diciembre  | 01:30pm | -       |
| Tiburones de La Guaira    | 9-10 | Leones del Caracas        | Universitario de Caracas   | 8 de diciembre  | 06:00pm | IVC     |
| Tigres de Aragua          | 7-1  | Caribes de Anzoátegui     | José Pérez Colmenares      | 8 de diciembre  | 06:00pm | TLT     |
| Águilas del Zulia         | 1-15 | Cardenales de Lara        | Antonio Herrera Gutiérrez  | 8 de diciembre  | 06:00pm | DirecTV |
| Leones del Caracas        | 5-6  | Tiburones de La Guaira    | Jorge Luis García Carneiro | 9 de diciembre  | 01:30pm | TLT     |
| Caribes de Anzoátegui     | 4-3  | Tigres de Aragua          | José Pérez Colmenares      | 9 de diciembre  | 06:00pm | -       |
| Navegantes del Magallanes | 7-3  | Bravos de Margarita       | José Bernardo Pérez        | 9 de diciembre  | 06:00pm | DirecTV |
| Cardenales de Lara        | 9-3  | Águilas del Zulia         | Antonio Herrera Gutiérrez  | 9 de diciembre  | 06:00pm | IVC     |
| Tiburones de La Guaira    | 13-5 | Tigres de Aragua          | Jorge Luis García Carneiro | 11 de diciembre | 01:30pm | TLT     |
| Caribes de Anzoátegui     | 5-1  | Leones del Caracas        | Universitario de Caracas   | 11 de diciembre | 06:00pm | IVC     |
| Águilas del Zulia         | 5-6  | Navegantes del Magallanes | José Bernardo Pérez        | 11 de diciembre | 06:00pm | -       |
| Bravos de Margarita       | 5-6  | Cardenales de Lara        | Antonio Herrera Gutiérrez  | 11 de diciembre | 06:00pm | DirecTV |
| Tiburones de La Guaira    | 12-5 | Leones del Caracas        | Universitario de Caracas   | 12 de diciembre | 01:00pm | DirecTV |
| Tigres de Aragua          | 14-4 | Caribes de Anzoátegui     | José Pérez Colmenares      | 12 de diciembre | 03:00pm | TLT     |
| Águilas del Zulia         | 6-1  | Cardenales de Lara        | Antonio Herrera Gutiérrez  | 12 de diciembre | 05:00pm | IVC     |
| Bravos de Margarita       | 18-6 | Navegantes del Magallanes | José Bernardo Pérez        | 12 de diciembre | 06:00pm | -       |
| Cardenales de Lara        | 2-4  | Tigres de Aragua          | José Pérez Colmenares      | 13 de diciembre | 03:00pm | -       |
| Caribes de Anzoátegui     | 8-4  | Águilas del Zulia         | Antonio Herrera Gutiérrez  | 13 de diciembre | 03:00pm | DirecTV |
| Navegantes del Magallanes | 3-2  | Tiburones de La Guaira    | Universitario de Caracas   | 13 de diciembre | 04:00pm | IVC     |
| Leones del Caracas        | 7-4  | Bravos de Margarita       | José Bernardo Pérez        | 13 de diciembre | 05:30pm | -       |
| Cardenales de Lara        | 0-2  | Tigres de Aragua          | José Pérez Colmenares      | 13 de diciembre | 06:00pm | -       |
| Caribes de Anzoátegui     | 13-1 | Águilas del Zulia         | Antonio Herrera Gutiérrez  | 13 de diciembre | 07:00pm | DirecTV |
| Navegantes del Magallanes | 9-0  | Tiburones de La Guaira    | Universitario de Caracas   | 13 de diciembre | 07:00pm | IVC     |
| Leones del Caracas        | 0-9  | Bravos de Margarita       | José Bernardo Pérez        | 13 de diciembre | 09:00pm | -       |

| Águilas del Zulia         | 8-7   | Leones del Caracas     | Universitario de Caracas   | 15 de diciembre | 05:00pm | TLT     |
| Navegantes del Magallanes | 0-1   | Caribes de Anzoátegui  | José Pérez Colmenares      | 15 de diciembre | 05:00pm | DirecTV |
| Tigres de Aragua          | 5-9   | Bravos de Margarita    | José Bernardo Pérez        | 15 de diciembre | 05:00pm | IVC     |
| Tiburones de La Guaira    | 6-7   | Cardenales de Lara     | Antonio Herrera Gutiérrez  | 15 de diciembre | 05:00pm | -       |
| Águilas del Zulia         | 6-5   | Leones del Caracas     | Universitario de Caracas   | 15 de diciembre | 08:00pm | TLT     |
| Navegantes del Magallanes | 7-4   | Caribes de Anzoátegui  | José Pérez Colmenares      | 15 de diciembre | 08:00pm | DirecTV |
| Tigres de Aragua          | 2-6   | Bravos de Margarita    | José Bernardo Pérez        | 15 de diciembre | 08:00pm | IVC     |
| Tiburones de La Guaira    | 1-6   | Cardenales de Lara     | Antonio Herrera Gutiérrez  | 15 de diciembre | 08:00pm | -       |
| Leones del Caracas        | 9-6   | Caribes de Anzoátegui  | José Pérez Colmeanres      | 16 de diciembre | 06:00pm | -       |
| Bravos de Margarita       | 12-4  | Águilas del Zulia      | Antonio Herrera Gutiérrez  | 16 de diciembre | 06:00pm | -       |
| Caribes de Anzoátegui     | 2-3   | Leones del Caracas     | Jorge Luis García Carneiro | 17 de diciembre | 06:00pm | TLT     |
| Tiburones de La Guaira    | 3-9   | Tigres de Aragua       | José Pérez Colmenares      | 17 de diciembre | 06:00pm | DirecTV |
| Águilas del Zulia         | 10-12 | Bravos de Margarita    | José Bernardo Pérez        | 17 de diciembre | 06:00pm | IVC     |
| Navegantes del Magallanes | 5-3   | Cardenales de Lara     | Antonio Herrera Gutiérrez  | 17 de diciembre | 06:00pm | -       |
| Leones del Caracas        | 2-5   | Tiburones de La Guaira | Universitario de Caracas   | 18 de diciembre | 06:00pm | TLT     |
| Tigres de Aragua          | 3-4   | Caribes de Anzoátegui  | José Pérez Colmenares      | 18 de diciembre | 06:00pm | DirecTV |
| Navegantes del Magallanes | 5-0   | Bravos de Margarita    | José Bernardo Pérez        | 18 de diciembre | 06:00pm | IVC     |
| Águilas del Zulia         | 3-7   | Cardenales de Lara     | Antonio Herrera Gutiérrez  | 18 de diciembre | 06:00pm | -       |
| Tigres de Aragua          | 3-14  | Leones del Caracas     | Universitario de Caracas   | 19 de diciembre | 01:00pm | DirecTV |
| Tiburones de La Guaira    | 3-1   | Caribes de Anzoátegui  | José Pérez Colmenares      | 19 de diciembre | 03:00pm | -       |
| Navegantes del Magallanes | 1-4   | Águilas del Zulia      | Antonio Herrera Gutiérrez  | 19 de diciembre | 03:00pm | -       |
| Tigres de Aragua          | 0-3   | Leones del Caracas     | Universitario de Caracas   | 19 de diciembre | 05:00pm | DirecTV |
| Cardenales de Lara        | 6-13  | Bravos de Margarita    | José Bernardo Pérez        | 19 de diciembre | 05:00pm | IVC     |
| Navegantes del Magallanes | 1-3   | Águilas del Zulia      | Antonio Herrera Gutiérrez  | 19 de diciembre | 06:00pm | -       |
| Cardenales de Lara        | 12-4  | Bravos de Margarita    | José Bernardo Pérez        | 19 de diciembre | 08:50pm | IVC     |
| Tiburones de La Guaira    | 13-7  | Caribes de Anzoátegui  | José Pérez Colmenares      | 19 de diciembre | 10:50pm | -       |
| Bravos de Margarita       | 9-4   | Caribes de Anzoátegui  | José Pérez Colmenares      | 20 de diciembre | 06:00pm | -       |
| Águilas del Zulia         | 3-2   | Tiburones de La Guaira | Jorge Luis García Carneiro | 20 de diciembre | 06:00pm | DirecTV |
| Leones del Caracas        | 5-14  | Cardenales de Lara     | Antonio Herrera Gutiérrez  | 20 de diciembre | 06:00pm | -       |

| Bravos de Margarita       | 5-10 | Tiburones de La Guaira    | Jorge Luis García Carneiro | 22 de diciembre | 05:00pm | IVC       |
| Cardenales de Lara        | 8-6  | Caribes de Anzoátegui     | José Pérez Colmenares      | 22 de diciembre | 06:00pm | -         |
| Leones del Caracas        | 5-2  | Navegantes del Magallanes | José Bernardo Pérez        | 22 de diciembre | 06:00pm | DirecTV   |
| Navegantes del Magallanes | 4-3  | Leones del Caracas        | Universitario de Caracas   | 23 de diciembre | 01:00pm | TLT - IVC |
| Caribes de Anzoátegui     | 4-1  | Cardenales de Lara        | Antonio Herrera Gutiérrez  | 23 de diciembre | 01:00pm | -         |
| Tiburones de La Guaira    | 7-8  | Bravos de Margarita       | José Bernardo Pérez        | 23 de diciembre | 05:00pm | DirecTV   |
| Cardenales de Lara        | 3-4  | Águilas del Zulia         | Antonio Herrera Gutiérrez  | 26 de diciembre | 04:00pm | -         |
| Bravos de Margarita       | 3-5  | Navegantes del Magallanes | José Bernardo Pérez        | 26 de diciembre | 05:00pm | DirecTV   |
| Leones del Caracas        | 2-15 | Tiburones de La Guaira    | Universitario de Caracas   | 26 de diciembre | 06:00pm | IVC       |
| Águilas del Zulia         | 4-1  | Tigres de Aragua          | José Pérez Colmenares      | 27 de diciembre | 04:30pm | -         |
| Tiburones de La Guaira    | 5-13 | Bravos de Margarita       | José Bernardo Pérez        | 27 de diciembre | 05:00pm | IVC       |
| Navegantes del Magallanes | 11-2 | Leones del Caracas        | Universitario de Caracas   | 27 de diciembre | 03:00pm | DirecTV   |
| Caribes de Anzoátegui     | 4-5  | Cardenales de Lara        | Antonio Herrera Gutiérrez  | 27 de diciembre | 07:30pm | -         |
| Águilas del Zulia         | 1-11 | Tigres de Aragua          | José Pérez Colmenares      | 27 de diciembre | 08:00pm | -         |

| Leones del Caracas     | 1-3  | Caribes de Anzoátegui     | José Pérez Colmenares      | 28 de diciembre | 06:00pm | -       |
| Cardenales de Lara     | 4-0  | Navegantes del Magallanes | José Bernardo Pérez        | 28 de diciembre | 06:00pm | IVC     |
| Tigres de Aragua       | 16-1 | Tiburones de La Guaira    | Universitario de Caracas   | 28 de diciembre | 06:00pm | -       |
| Bravos de Margarita    | 3-6  | Águilas del Zulia         | Antonio Herrera Gutiérrez  | 28 de diciembre | 06:00pm | DirecTV |
| Cardenales de Lara     | 2-3  | Navegantes del Magallanes | José Bernardo Pérez        | 28 de diciembre | 09:00pm | IVC     |
| Águilas del Zulia      | 3-26 | Bravos de Margarita       | José Bernardo Pérez        | 29 de diciembre | 05:00pm | IVC     |
| Caribes de Anzoátegui  | 3-14 | Leones del Caracas        | Jorge Luis García Carneiro | 29 de diciembre | 06:00pm | -       |
| Tiburones de La Guaira | 7-8  | Tigres de Aragua          | José Pérez Colmenares      | 29 de diciembre | 06:00pm | -       |
| Tigres de Aragua       | 5-6  | Águilas del Zulia         | Antonio Herrera Gutiérrez  | 30 de diciembre | 03:10pm | DirecTV |
| Bravos de Margarita    | 8-0  | Tiburones de La Guaira    | Jorge Luis García Carneiro | 30 de diciembre | 02:30pm | -       |
| Cardenales de Lara     | 3-4  | Caribes de Anzoátegui     | José Pérez Colmenares      | 30 de diciembre | 02:30pm | IVC     |
| Tigres de Aragua       | 3-4  | Águilas del Zulia         | Antonio Herrera Gutiérrez  | 30 de diciembre | 07:30pm | DirecTV |
| Bravos de Margarita    | 4-6  | Cardenales de Lara        | Antonio Herrera Gutiérrez  | 2 de enero      | 04:30pm | DirecTV |
| Leones del Caracas     | 5-9  | Tigres de Aragua          | José Pérez Colmenares      | 2 de enero      | 05:00pm | IVC     |
| Tiburones de La Guaira | 7-2  | Águilas del Zulia         | Antonio Herrera Gutiérrez  | 3 de enero      | 05:00pm | IVC     |
| Cardenales de Lara     | 5-3  | Leones del Caracas        | Universitario de Caracas   | 3 de enero      | 04:00pm | TLT     |
| Caribes de Anzoátegui  | 2-0  | Bravos de Margarita       | José Bernardo Pérez        | 3 de enero      | 07:30pm | DirecTV |
| Tiburones de La Guaira | 4-3  | Águilas del Zulia         | Antonio Herrera Gutiérrez  | 3 de enero      | 08:15pm | IVC     |

| Águilas del Zulia         | 3-11  | Tiburones de La Guaira    | Universitario de Caracas   | 4 de enero  | 06:00pm | TLT     |
| Bravos de Margarita       | 2-3   | Caribes de Anzoátegui     | José Pérez Colmenares      | 4 de enero  | 06:00pm | DirecTV |
| Leones del Caracas        | 10-22 | Cardenales de Lara        | Antonio Herrera Gutiérrez  | 4 de enero  | 06:00pm | IVC     |
| Caribes de Anzoátegui     | 17-8  | Tiburones de La Guaira    | Universitario de Caracas   | 5 de enero  | 04:30pm | DirecTV |
| Leones del Caracas        | 6-1   | Tigres de Aragua          | José Pérez Colmenares      | 5 de enero  | 06:00pm | TLT     |
| Cardenales de Lara        | 6-3   | Bravos de Margarita       | José Bernardo Pérez        | 5 de enero  | 06:00pm | -       |
| Navegantes del Magallanes | 4-11  | Águilas del Zulia         | Antonio Herrera Gutiérrez  | 5 de enero  | 06:00pm | IVC     |
| Caribes de Anzoátegui     | 6-5   | Tiburones de La Guaira    | Universitario de Caracas   | 5 de enero  | 07:00pm | DirecTV |
| Tigres de Aragua          | 0-2   | Tiburones de La Guaira    | Universitario de Caracas   | 6 de enero  | 05:00pm | DirecTV |
| Águilas del Zulia         | 3-7   | Navegantes del Magallanes | José Bernardo Pérez        | 6 de enero  | 05:00pm | -       |
| Leones del Caracas        | 3-4   | Caribes de Anzoátegui     | José Pérez Colmenares      | 6 de enero  | 06:00pm | TLT     |
| Bravos de Margarita       | 0-2   | Cardenales de Lara        | Antonio Herrera Gutiérrez  | 6 de enero  | 06:00pm | -       |
| Tigres de Aragua          | 3-4   | Tiburones de La Guaira    | Universitario de Caracas   | 6 de enero  | 08:00pm | DirecTV |
| Águilas del Zulia         | 0-6   | Navegantes del Magallanes | José Bernardo Pérez        | 6 de enero  | 08:00pm | -       |
| Caribes de Anzoátegui     | 10-6  | Tigres de Aragua          | José Pérez Colmenares      | 7 de enero  | 06:00pm | TLT     |
| Leones del Caracas        | 5-14  | Navegantes del Magallanes | José Bernardo Pérez        | 7 de enero  | 06:00pm | IVC     |
| Navegantes del Magallanes | 7-2   | Cardenales de Lara        | Antonio Herrera Gutiérrez  | 8 de enero  | 05:00pm | IVC     |
| Tiburones de La Guaira    | 7-2   | Caribes de Anzoátegui     | Jorge Luis García Carneiro | 8 de enero  | 06:00pm | TLT     |
| Águilas del Zulia         | 10-6  | Bravos de Margarita       | José Bernardo Pérez        | 8 de enero  | 06:00pm | -       |
| Tigres de Aragua          | 10-8  | Leones del Caracas        | Universitario de Caracas   | 8 de enero  | 06:00pm | DirecTV |
| Navegantes del Magallanes | 4-5   | Cardenales de Lara        | Antonio Herrera Gutiérrez  | 8 de enero  | 09:50pm | IVC     |
| Caribes de Anzoátegui     | 7-3   | Tiburones de La Guaira    | Universitario de Caracas   | 9 de enero  | 03:00pm | IVC     |
| Bravos de Margarita       | 5-13  | Águilas del Zulia         | Antonio Herrera Gutiérrez  | 9 de enero  | 03:00pm | -       |
| Leones del Caracas        | 1-10  | Tigres de Aragua          | José Pérez Colmenares      | 9 de enero  | 05:00pm | TLT     |
| Cardenales de Lara        | 4-2   | Navegantes del Magallanes | José Bernardo Pérez        | 9 de enero  | 06:00pm | DirecTV |
| Bravos de Margarita       | 9-1   | Leones del Caracas        | Universitario de Caracas   | 10 de enero | 02:30pm | -       |
| Águilas del Zulia         | 4-1   | Caribes de Anzoátegui     | José Pérez Colmenares      | 10 de enero | 04:10pm | -       |
| Tigres de Aragua          | 4-11  | Cardenales de Lara        | Antonio Herrera Gutiérrez  | 10 de enero | 03:20pm | DirecTV |
| Bravos de Margarita       | 6-2   | Leones del Caracas        | Universitario de Caracas   | 10 de enero | 06:10pm | -       |
| Tiburones de La Guaira    | 5-4   | Navegantes del Magallanes | José Bernardo Pérez        | 10 de enero | 05:00pm | IVC     |
| Águilas del Zulia         | 5-8   | Caribes de Anzoátegui     | José Pérez Colmenares      | 10 de enero | 06:50pm | -       |
| Tiburones de La Guaira    | 5-6   | Navegantes del Magallanes | José Bernardo Pérez        | 10 de enero | 08:00pm | IVC     |
| Tigres de Aragua          | 9-4   | Cardenales de Lara        | Antonio Herrera Gutiérrez  | 10 de enero | 09:30pm | DirecTV |

## Postemporada
La etapa de postemporada comenzó el 13 de enero y finalizó el 26 de enero de 2021.
Los cuatro mejores equipos clasificados de la ronda eliminatoria —dos por cada división—, disputaron dos series de play-off compuestas de siete juegos cada una para ganar cuatro. Los dos ganadores de las semifinales disputaron la Serie Final al mejor de siete partidos.
|  | Serie Semifinal | Serie Semifinal           | Serie Semifinal |                       |    | Serie Final        | Serie Final | Serie Final |  |
|  |                 |                           |                 |                       |    |                    |             |             |  |
|  |                 |                           |                 |                       |    |                    |             |             |  |
|  | C2              | Tigres de Aragua          | 3               |                       |    |                    |             |             |  |
|  | C2              | Tigres de Aragua          | 3               |                       |    |                    |             |             |  |
|  | O1              | Cardenales de Lara        | 4               |                       |    |                    |             |             |  |
|  | O1              | Cardenales de Lara        | 4               |                       | O1 | Cardenales de Lara | 0           |             |  |
|  |                 |                           |                 |                       | O1 | Cardenales de Lara | 0           |             |  |
|  |                 |                           | C1              | Caribes de Anzoátegui | 4  |                    |             |             |  |
|  | O2              | Navegantes del Magallanes | C1              | Caribes de Anzoátegui | 4  | 3                  |             |             |  |
|  | O2              | Navegantes del Magallanes |                 |                       |    | 3                  |             |             |  |
|  | C1              | Caribes de Anzoátegui     | 4               |                       |    |                    |             |             |  |
|  | C1              | Caribes de Anzoátegui     | 4               |                       |    |                    |             |             |  |
|  |                 |                           |                 |                       |    |                    |             |             |  |

|                                          |
| Campeón Caribes de Anzoátegui 4.º título |

### Serie Semifinal

#### Caribes vs. Navegantes
| Juego 1, 13 de enero, 6:00 p. m. EST (UTC-4) | Caribes de Anzoátegui | 12 – 9  | Navegantes del Magallanes | Estadio José Pérez Colmenares, Maracay |                              |   |   |   |   |    |    |   |
| |                       | Reporte |                           | Asistencia: 288 espectadores           | Asistencia: 288 espectadores |   |   |   |   |    |    |   |
| Detalle \| Equipo \| 1 \| 2 \| 3 \| 4 \| 5 \| 6 \| 7 \| 8 \| 9 \| C \| H \| E \| \| ------------------------- \| - \| - \| - \| - \| - \| - \| - \| - \| - \| -- \| -- \| - \| \| Navegantes del Magallanes \| 0 \| 1 \| 2 \| 2 \| 0 \| 0 \| 3 \| 1 \| 0 \| 9 \| 15 \| 0 \| \| Caribes de Anzoátegui \| 0 \| 0 \| 0 \| 2 \| 5 \| 5 \| 0 \| 0 \| X \| 12 \| 14 \| 0 \|LG: Andrés Pérez (1-0) LP: Erick Leal (0-1) SV: Lester Oliveros (1) HRs: MAG – Renato Núñez (1) ANZ – Oswaldo Arcia (1) Umpires : HP: José Navas. 1B: Edward Pacheco. 2B: Luis González. 3B: Robert Moreno. LF: Jorge Terán. RF: Edwin Jiménez. Duración: 3h 51m |                       |         |                           |                                        |                              |   |   |   |   |    |    |   |
| Equipo | 1                     | 2       | 3                         | 4                                      | 5                            | 6 | 7 | 8 | 9 | C  | H  | E |
| Navegantes del Magallanes | 0                     | 1       | 2                         | 2                                      | 0                            | 0 | 3 | 1 | 0 | 9  | 15 | 0 |
| Caribes de Anzoátegui | 0                     | 0       | 0                         | 2                                      | 5                            | 5 | 0 | 0 | X | 12 | 14 | 0 |

| Equipo                    | 1 | 2 | 3 | 4 | 5 | 6 | 7 | 8 | 9 | C  | H  | E |
| ------------------------- | - | - | - | - | - | - | - | - | - | -- | -- | - |
| Navegantes del Magallanes | 0 | 1 | 2 | 2 | 0 | 0 | 3 | 1 | 0 | 9  | 15 | 0 |
| Caribes de Anzoátegui     | 0 | 0 | 0 | 2 | 5 | 5 | 0 | 0 | X | 12 | 14 | 0 |

| Juego 2, 14 de enero, 6:00 p. m. EST (UTC-4) | Caribes de Anzoátegui | 1 – 2   | Navegantes del Magallanes | Estadio José Pérez Colmenares, Maracay |                              |   |   |   |   |   |    |   |
| |                       | Reporte |                           | Asistencia: 288 espectadores           | Asistencia: 288 espectadores |   |   |   |   |   |    |   |
| Detalle \| Equipo \| 1 \| 2 \| 3 \| 4 \| 5 \| 6 \| 7 \| 8 \| 9 \| C \| H \| E \| \| ------------------------- \| - \| - \| - \| - \| - \| - \| - \| - \| - \| - \| -- \| - \| \| Navegantes del Magallanes \| 1 \| 0 \| 0 \| 1 \| 0 \| 0 \| 0 \| 0 \| 0 \| 2 \| 10 \| 0 \| \| Caribes de Anzoátegui \| 0 \| 1 \| 0 \| 0 \| 0 \| 0 \| 0 \| 0 \| 0 \| 1 \| 7 \| 0 \|LG: Wilfredo Boscán (1-0) LP: Andrés Machado (0-1) SV: Jorge Rondón (1) Umpires : HP: Edward Pacheco. 1B: Luis González. 2B: Robert Moreno. 3B: Jorge Terán. LF: José Navas. RF: Juan Gómez. Duración: 2h 56m |                       |         |                           |                                        |                              |   |   |   |   |   |    |   |
| Equipo | 1                     | 2       | 3                         | 4                                      | 5                            | 6 | 7 | 8 | 9 | C | H  | E |
| Navegantes del Magallanes | 1                     | 0       | 0                         | 1                                      | 0                            | 0 | 0 | 0 | 0 | 2 | 10 | 0 |
| Caribes de Anzoátegui | 0                     | 1       | 0                         | 0                                      | 0                            | 0 | 0 | 0 | 0 | 1 | 7  | 0 |

| Equipo                    | 1 | 2 | 3 | 4 | 5 | 6 | 7 | 8 | 9 | C | H  | E |
| ------------------------- | - | - | - | - | - | - | - | - | - | - | -- | - |
| Navegantes del Magallanes | 1 | 0 | 0 | 1 | 0 | 0 | 0 | 0 | 0 | 2 | 10 | 0 |
| Caribes de Anzoátegui     | 0 | 1 | 0 | 0 | 0 | 0 | 0 | 0 | 0 | 1 | 7  | 0 |

| Juego 3, 15 de enero, 6:00 p. m. EST (UTC-4) | Navegantes del Magallanes | 4 – 1   | Caribes de Anzoátegui | Estadio José Bernardo Pérez, Valencia |   |   |   |   |   |   |   |   |
| |                           | Reporte |                       |                                       |   |   |   |   |   |   |   |   |
| Detalle \| Equipo \| 1 \| 2 \| 3 \| 4 \| 5 \| 6 \| 7 \| 8 \| 9 \| C \| H \| E \| \| ------------------------- \| - \| - \| - \| - \| - \| - \| - \| - \| - \| - \| - \| - \| \| Caribes de Anzoátegui \| 0 \| 0 \| 1 \| 0 \| 0 \| 0 \| 0 \| 0 \| 0 \| 1 \| 8 \| 0 \| \| Navegantes del Magallanes \| 1 \| 0 \| 0 \| 1 \| 0 \| 0 \| 0 \| 2 \| X \| 4 \| 9 \| 0 \|LG: Anthony Vizcaya (1-0) LP: Liarvis Breto (0-1) SV: Jorge Rondón (2) HRs: MAG – Leonardo Reginatto (1), Danry Vásquez (1), Renato Núñez (2) Umpires : HP: Jhonatan Biarreta. 1B: Emil Jiménez. 2B: Jonathan Parra. 3B: David Arrieta. LF: Rainiero Valero. RF: Gabriel Alfonzo. Duración: 3h 21m |                           |         |                       |                                       |   |   |   |   |   |   |   |   |
| Equipo | 1                         | 2       | 3                     | 4                                     | 5 | 6 | 7 | 8 | 9 | C | H | E |
| Caribes de Anzoátegui | 0                         | 0       | 1                     | 0                                     | 0 | 0 | 0 | 0 | 0 | 1 | 8 | 0 |
| Navegantes del Magallanes | 1                         | 0       | 0                     | 1                                     | 0 | 0 | 0 | 2 | X | 4 | 9 | 0 |

| Equipo                    | 1 | 2 | 3 | 4 | 5 | 6 | 7 | 8 | 9 | C | H | E |
| ------------------------- | - | - | - | - | - | - | - | - | - | - | - | - |
| Caribes de Anzoátegui     | 0 | 0 | 1 | 0 | 0 | 0 | 0 | 0 | 0 | 1 | 8 | 0 |
| Navegantes del Magallanes | 1 | 0 | 0 | 1 | 0 | 0 | 0 | 2 | X | 4 | 9 | 0 |

| Juego 4, 17 de enero, 5:00 p. m. EST (UTC-4) | Navegantes del Magallanes | 2 – 11  | Caribes de Anzoátegui | Estadio José Bernardo Pérez, Valencia |   |   |   |   |   |    |    |   |
| |                           | Reporte |                       |                                       |   |   |   |   |   |    |    |   |
| Detalle \| Equipo \| 1 \| 2 \| 3 \| 4 \| 5 \| 6 \| 7 \| 8 \| 9 \| C \| H \| E \| \| ------------------------- \| - \| - \| - \| - \| - \| - \| - \| - \| - \| -- \| -- \| - \| \| Caribes de Anzoátegui \| 0 \| 0 \| 2 \| 0 \| 4 \| 0 \| 2 \| 1 \| 2 \| 11 \| 19 \| 0 \| \| Navegantes del Magallanes \| 0 \| 0 \| 0 \| 0 \| 1 \| 0 \| 0 \| 0 \| 1 \| 2 \| 7 \| 1 \|LG: Andrés Pérez (2-0) LP: David Reyes (0-1) HRs: ANZ – Rafael Ortega (1), Willians Astudillo (1) Umpires : HP: Emil Jiménez. 1B: Jonathan Parra. 2B: David Arrieta. 3B: Carlos Leal. LF: Gabriel Alfonzo. RF: Rainiero Valero. Duración: 4h 00m |                           |         |                       |                                       |   |   |   |   |   |    |    |   |
| Equipo | 1                         | 2       | 3                     | 4                                     | 5 | 6 | 7 | 8 | 9 | C  | H  | E |
| Caribes de Anzoátegui | 0                         | 0       | 2                     | 0                                     | 4 | 0 | 2 | 1 | 2 | 11 | 19 | 0 |
| Navegantes del Magallanes | 0                         | 0       | 0                     | 0                                     | 1 | 0 | 0 | 0 | 1 | 2  | 7  | 1 |

| Equipo                    | 1 | 2 | 3 | 4 | 5 | 6 | 7 | 8 | 9 | C  | H  | E |
| ------------------------- | - | - | - | - | - | - | - | - | - | -- | -- | - |
| Caribes de Anzoátegui     | 0 | 0 | 2 | 0 | 4 | 0 | 2 | 1 | 2 | 11 | 19 | 0 |
| Navegantes del Magallanes | 0 | 0 | 0 | 0 | 1 | 0 | 0 | 0 | 1 | 2  | 7  | 1 |

| Juego 5, 18 de enero, 6:00 p. m. EST (UTC-4) | Navegantes del Magallanes | 13 – 5  | Caribes de Anzoátegui | Estadio José Bernardo Pérez, Valencia |   |   |   |   |   |    |    |   |
| |                           | Reporte |                       |                                       |   |   |   |   |   |    |    |   |
| Detalle \| Equipo \| 1 \| 2 \| 3 \| 4 \| 5 \| 6 \| 7 \| 8 \| 9 \| C \| H \| E \| \| ------------------------- \| - \| - \| - \| - \| - \| - \| - \| - \| - \| -- \| -- \| - \| \| Caribes de Anzoátegui \| 0 \| 0 \| 1 \| 0 \| 2 \| 2 \| 0 \| 0 \| 0 \| 5 \| 11 \| 3 \| \| Navegantes del Magallanes \| 4 \| 0 \| 1 \| 0 \| 3 \| 0 \| 2 \| 3 \| X \| 13 \| 15 \| 0 \|LG: Deolis Guerra (1-0) LP: Wilfredo Ledezma (0-1) HRs: MAG – Danry Vásquez (2), Renato Núñez (3) Umpires : HP: Jonathan Parra. 1B: David Arrieta. 2B: Carlos Leal. 3B: Gabriel Alfonzo. LF: Rainiero Valero. RF: Jhonatan Biarreta. Duración: 4h 13m |                           |         |                       |                                       |   |   |   |   |   |    |    |   |
| Equipo | 1                         | 2       | 3                     | 4                                     | 5 | 6 | 7 | 8 | 9 | C  | H  | E |
| Caribes de Anzoátegui | 0                         | 0       | 1                     | 0                                     | 2 | 2 | 0 | 0 | 0 | 5  | 11 | 3 |
| Navegantes del Magallanes | 4                         | 0       | 1                     | 0                                     | 3 | 0 | 2 | 3 | X | 13 | 15 | 0 |

| Equipo                    | 1 | 2 | 3 | 4 | 5 | 6 | 7 | 8 | 9 | C  | H  | E |
| ------------------------- | - | - | - | - | - | - | - | - | - | -- | -- | - |
| Caribes de Anzoátegui     | 0 | 0 | 1 | 0 | 2 | 2 | 0 | 0 | 0 | 5  | 11 | 3 |
| Navegantes del Magallanes | 4 | 0 | 1 | 0 | 3 | 0 | 2 | 3 | X | 13 | 15 | 0 |

| Juego 6, 19 de enero, 6:00 p. m. EST (UTC-4) | Caribes de Anzoátegui | 8 – 2   | Navegantes del Magallanes | Estadio José Pérez Colmenares, Maracay |                            |   |   |   |   |   |    |   |
| |                       | Reporte |                           | Asistencia: 8 espectadores             | Asistencia: 8 espectadores |   |   |   |   |   |    |   |
| Detalle \| Equipo \| 1 \| 2 \| 3 \| 4 \| 5 \| 6 \| 7 \| 8 \| 9 \| C \| H \| E \| \| ------------------------- \| - \| - \| - \| - \| - \| - \| - \| - \| - \| - \| -- \| - \| \| Navegantes del Magallanes \| 1 \| 1 \| 0 \| 0 \| 0 \| 0 \| 0 \| 0 \| 0 \| 2 \| 7 \| 2 \| \| Caribes de Anzoátegui \| 0 \| 0 \| 0 \| 0 \| 4 \| 0 \| 4 \| 0 \| X \| 8 \| 10 \| 2 \|LG: Andrés Machado (1-1) LP: Erick Leal (0-2) Umpires : HP: Edward Pacheco. 1B: José Navas. 2B: Robert Moreno. 3B: Jorge Terán. LF: Luis González. RF: Edwin Jiménez. Duración: 3h 13m |                       |         |                           |                                        |                            |   |   |   |   |   |    |   |
| Equipo | 1                     | 2       | 3                         | 4                                      | 5                          | 6 | 7 | 8 | 9 | C | H  | E |
| Navegantes del Magallanes | 1                     | 1       | 0                         | 0                                      | 0                          | 0 | 0 | 0 | 0 | 2 | 7  | 2 |
| Caribes de Anzoátegui | 0                     | 0       | 0                         | 0                                      | 4                          | 0 | 4 | 0 | X | 8 | 10 | 2 |

| Equipo                    | 1 | 2 | 3 | 4 | 5 | 6 | 7 | 8 | 9 | C | H  | E |
| ------------------------- | - | - | - | - | - | - | - | - | - | - | -- | - |
| Navegantes del Magallanes | 1 | 1 | 0 | 0 | 0 | 0 | 0 | 0 | 0 | 2 | 7  | 2 |
| Caribes de Anzoátegui     | 0 | 0 | 0 | 0 | 4 | 0 | 4 | 0 | X | 8 | 10 | 2 |

| Juego 7, 20 de enero, 6:00 p. m. EST (UTC-4) | Caribes de Anzoátegui | 10 – 4  | Navegantes del Magallanes | Estadio José Pérez Colmenares, Maracay |   |   |   |   |   |    |    |   |
| |                       | Reporte |                           |                                        |   |   |   |   |   |    |    |   |
| Detalle \| Equipo \| 1 \| 2 \| 3 \| 4 \| 5 \| 6 \| 7 \| 8 \| 9 \| C \| H \| E \| \| ------------------------- \| - \| - \| - \| - \| - \| - \| - \| - \| - \| -- \| -- \| - \| \| Navegantes del Magallanes \| 0 \| 0 \| 0 \| 1 \| 0 \| 0 \| 0 \| 0 \| 3 \| 4 \| 8 \| 1 \| \| Caribes de Anzoátegui \| 1 \| 0 \| 6 \| 3 \| 0 \| 0 \| 0 \| 0 \| X \| 10 \| 13 \| 2 \|LG: Andrés Pérez (3-0) LP: Wilfredo Boscan (1-1) HRs: MAG – Danry Vásquez (3) ANZ – Rafael Ortega (2), Oswaldo Arcia (2) Umpires : HP: José Navas. 1B: Robert Moreno. 2B: Jorge Terán. 3B: Edwin Jiménez. LF: Edward Pacheco. RF: Juan Gómez. Duración: 3h 43m |                       |         |                           |                                        |   |   |   |   |   |    |    |   |
| Equipo | 1                     | 2       | 3                         | 4                                      | 5 | 6 | 7 | 8 | 9 | C  | H  | E |
| Navegantes del Magallanes | 0                     | 0       | 0                         | 1                                      | 0 | 0 | 0 | 0 | 3 | 4  | 8  | 1 |
| Caribes de Anzoátegui | 1                     | 0       | 6                         | 3                                      | 0 | 0 | 0 | 0 | X | 10 | 13 | 2 |

| Equipo                    | 1 | 2 | 3 | 4 | 5 | 6 | 7 | 8 | 9 | C  | H  | E |
| ------------------------- | - | - | - | - | - | - | - | - | - | -- | -- | - |
| Navegantes del Magallanes | 0 | 0 | 0 | 1 | 0 | 0 | 0 | 0 | 3 | 4  | 8  | 1 |
| Caribes de Anzoátegui     | 1 | 0 | 6 | 3 | 0 | 0 | 0 | 0 | X | 10 | 13 | 2 |

| Juego 1, 13 de enero, 6:00 p. m. EST (UTC-4) | Caribes de Anzoátegui | 12 – 9  | Navegantes del Magallanes | Estadio José Pérez Colmenares, Maracay |                              |   |   |   |   |    |    |   |
| |                       | Reporte |                           | Asistencia: 288 espectadores           | Asistencia: 288 espectadores |   |   |   |   |    |    |   |
| Detalle \| Equipo \| 1 \| 2 \| 3 \| 4 \| 5 \| 6 \| 7 \| 8 \| 9 \| C \| H \| E \| \| ------------------------- \| - \| - \| - \| - \| - \| - \| - \| - \| - \| -- \| -- \| - \| \| Navegantes del Magallanes \| 0 \| 1 \| 2 \| 2 \| 0 \| 0 \| 3 \| 1 \| 0 \| 9 \| 15 \| 0 \| \| Caribes de Anzoátegui \| 0 \| 0 \| 0 \| 2 \| 5 \| 5 \| 0 \| 0 \| X \| 12 \| 14 \| 0 \|LG: Andrés Pérez (1-0) LP: Erick Leal (0-1) SV: Lester Oliveros (1) HRs: MAG – Renato Núñez (1) ANZ – Oswaldo Arcia (1) Umpires : HP: José Navas. 1B: Edward Pacheco. 2B: Luis González. 3B: Robert Moreno. LF: Jorge Terán. RF: Edwin Jiménez. Duración: 3h 51m |                       |         |                           |                                        |                              |   |   |   |   |    |    |   |
| Equipo | 1                     | 2       | 3                         | 4                                      | 5                            | 6 | 7 | 8 | 9 | C  | H  | E |
| Navegantes del Magallanes | 0                     | 1       | 2                         | 2                                      | 0                            | 0 | 3 | 1 | 0 | 9  | 15 | 0 |
| Caribes de Anzoátegui | 0                     | 0       | 0                         | 2                                      | 5                            | 5 | 0 | 0 | X | 12 | 14 | 0 |

| Equipo                    | 1 | 2 | 3 | 4 | 5 | 6 | 7 | 8 | 9 | C  | H  | E |
| ------------------------- | - | - | - | - | - | - | - | - | - | -- | -- | - |
| Navegantes del Magallanes | 0 | 1 | 2 | 2 | 0 | 0 | 3 | 1 | 0 | 9  | 15 | 0 |
| Caribes de Anzoátegui     | 0 | 0 | 0 | 2 | 5 | 5 | 0 | 0 | X | 12 | 14 | 0 |

| Juego 2, 14 de enero, 6:00 p. m. EST (UTC-4) | Caribes de Anzoátegui | 1 – 2   | Navegantes del Magallanes | Estadio José Pérez Colmenares, Maracay |                              |   |   |   |   |   |    |   |
| |                       | Reporte |                           | Asistencia: 288 espectadores           | Asistencia: 288 espectadores |   |   |   |   |   |    |   |
| Detalle \| Equipo \| 1 \| 2 \| 3 \| 4 \| 5 \| 6 \| 7 \| 8 \| 9 \| C \| H \| E \| \| ------------------------- \| - \| - \| - \| - \| - \| - \| - \| - \| - \| - \| -- \| - \| \| Navegantes del Magallanes \| 1 \| 0 \| 0 \| 1 \| 0 \| 0 \| 0 \| 0 \| 0 \| 2 \| 10 \| 0 \| \| Caribes de Anzoátegui \| 0 \| 1 \| 0 \| 0 \| 0 \| 0 \| 0 \| 0 \| 0 \| 1 \| 7 \| 0 \|LG: Wilfredo Boscán (1-0) LP: Andrés Machado (0-1) SV: Jorge Rondón (1) Umpires : HP: Edward Pacheco. 1B: Luis González. 2B: Robert Moreno. 3B: Jorge Terán. LF: José Navas. RF: Juan Gómez. Duración: 2h 56m |                       |         |                           |                                        |                              |   |   |   |   |   |    |   |
| Equipo | 1                     | 2       | 3                         | 4                                      | 5                            | 6 | 7 | 8 | 9 | C | H  | E |
| Navegantes del Magallanes | 1                     | 0       | 0                         | 1                                      | 0                            | 0 | 0 | 0 | 0 | 2 | 10 | 0 |
| Caribes de Anzoátegui | 0                     | 1       | 0                         | 0                                      | 0                            | 0 | 0 | 0 | 0 | 1 | 7  | 0 |

| Equipo                    | 1 | 2 | 3 | 4 | 5 | 6 | 7 | 8 | 9 | C | H  | E |
| ------------------------- | - | - | - | - | - | - | - | - | - | - | -- | - |
| Navegantes del Magallanes | 1 | 0 | 0 | 1 | 0 | 0 | 0 | 0 | 0 | 2 | 10 | 0 |
| Caribes de Anzoátegui     | 0 | 1 | 0 | 0 | 0 | 0 | 0 | 0 | 0 | 1 | 7  | 0 |

| Juego 3, 15 de enero, 6:00 p. m. EST (UTC-4) | Navegantes del Magallanes | 4 – 1   | Caribes de Anzoátegui | Estadio José Bernardo Pérez, Valencia |   |   |   |   |   |   |   |   |
| |                           | Reporte |                       |                                       |   |   |   |   |   |   |   |   |
| Detalle \| Equipo \| 1 \| 2 \| 3 \| 4 \| 5 \| 6 \| 7 \| 8 \| 9 \| C \| H \| E \| \| ------------------------- \| - \| - \| - \| - \| - \| - \| - \| - \| - \| - \| - \| - \| \| Caribes de Anzoátegui \| 0 \| 0 \| 1 \| 0 \| 0 \| 0 \| 0 \| 0 \| 0 \| 1 \| 8 \| 0 \| \| Navegantes del Magallanes \| 1 \| 0 \| 0 \| 1 \| 0 \| 0 \| 0 \| 2 \| X \| 4 \| 9 \| 0 \|LG: Anthony Vizcaya (1-0) LP: Liarvis Breto (0-1) SV: Jorge Rondón (2) HRs: MAG – Leonardo Reginatto (1), Danry Vásquez (1), Renato Núñez (2) Umpires : HP: Jhonatan Biarreta. 1B: Emil Jiménez. 2B: Jonathan Parra. 3B: David Arrieta. LF: Rainiero Valero. RF: Gabriel Alfonzo. Duración: 3h 21m |                           |         |                       |                                       |   |   |   |   |   |   |   |   |
| Equipo | 1                         | 2       | 3                     | 4                                     | 5 | 6 | 7 | 8 | 9 | C | H | E |
| Caribes de Anzoátegui | 0                         | 0       | 1                     | 0                                     | 0 | 0 | 0 | 0 | 0 | 1 | 8 | 0 |
| Navegantes del Magallanes | 1                         | 0       | 0                     | 1                                     | 0 | 0 | 0 | 2 | X | 4 | 9 | 0 |

| Equipo                    | 1 | 2 | 3 | 4 | 5 | 6 | 7 | 8 | 9 | C | H | E |
| ------------------------- | - | - | - | - | - | - | - | - | - | - | - | - |
| Caribes de Anzoátegui     | 0 | 0 | 1 | 0 | 0 | 0 | 0 | 0 | 0 | 1 | 8 | 0 |
| Navegantes del Magallanes | 1 | 0 | 0 | 1 | 0 | 0 | 0 | 2 | X | 4 | 9 | 0 |

| Juego 4, 17 de enero, 5:00 p. m. EST (UTC-4) | Navegantes del Magallanes | 2 – 11  | Caribes de Anzoátegui | Estadio José Bernardo Pérez, Valencia |   |   |   |   |   |    |    |   |
| |                           | Reporte |                       |                                       |   |   |   |   |   |    |    |   |
| Detalle \| Equipo \| 1 \| 2 \| 3 \| 4 \| 5 \| 6 \| 7 \| 8 \| 9 \| C \| H \| E \| \| ------------------------- \| - \| - \| - \| - \| - \| - \| - \| - \| - \| -- \| -- \| - \| \| Caribes de Anzoátegui \| 0 \| 0 \| 2 \| 0 \| 4 \| 0 \| 2 \| 1 \| 2 \| 11 \| 19 \| 0 \| \| Navegantes del Magallanes \| 0 \| 0 \| 0 \| 0 \| 1 \| 0 \| 0 \| 0 \| 1 \| 2 \| 7 \| 1 \|LG: Andrés Pérez (2-0) LP: David Reyes (0-1) HRs: ANZ – Rafael Ortega (1), Willians Astudillo (1) Umpires : HP: Emil Jiménez. 1B: Jonathan Parra. 2B: David Arrieta. 3B: Carlos Leal. LF: Gabriel Alfonzo. RF: Rainiero Valero. Duración: 4h 00m |                           |         |                       |                                       |   |   |   |   |   |    |    |   |
| Equipo | 1                         | 2       | 3                     | 4                                     | 5 | 6 | 7 | 8 | 9 | C  | H  | E |
| Caribes de Anzoátegui | 0                         | 0       | 2                     | 0                                     | 4 | 0 | 2 | 1 | 2 | 11 | 19 | 0 |
| Navegantes del Magallanes | 0                         | 0       | 0                     | 0                                     | 1 | 0 | 0 | 0 | 1 | 2  | 7  | 1 |

| Equipo                    | 1 | 2 | 3 | 4 | 5 | 6 | 7 | 8 | 9 | C  | H  | E |
| ------------------------- | - | - | - | - | - | - | - | - | - | -- | -- | - |
| Caribes de Anzoátegui     | 0 | 0 | 2 | 0 | 4 | 0 | 2 | 1 | 2 | 11 | 19 | 0 |
| Navegantes del Magallanes | 0 | 0 | 0 | 0 | 1 | 0 | 0 | 0 | 1 | 2  | 7  | 1 |

| Juego 5, 18 de enero, 6:00 p. m. EST (UTC-4) | Navegantes del Magallanes | 13 – 5  | Caribes de Anzoátegui | Estadio José Bernardo Pérez, Valencia |   |   |   |   |   |    |    |   |
| |                           | Reporte |                       |                                       |   |   |   |   |   |    |    |   |
| Detalle \| Equipo \| 1 \| 2 \| 3 \| 4 \| 5 \| 6 \| 7 \| 8 \| 9 \| C \| H \| E \| \| ------------------------- \| - \| - \| - \| - \| - \| - \| - \| - \| - \| -- \| -- \| - \| \| Caribes de Anzoátegui \| 0 \| 0 \| 1 \| 0 \| 2 \| 2 \| 0 \| 0 \| 0 \| 5 \| 11 \| 3 \| \| Navegantes del Magallanes \| 4 \| 0 \| 1 \| 0 \| 3 \| 0 \| 2 \| 3 \| X \| 13 \| 15 \| 0 \|LG: Deolis Guerra (1-0) LP: Wilfredo Ledezma (0-1) HRs: MAG – Danry Vásquez (2), Renato Núñez (3) Umpires : HP: Jonathan Parra. 1B: David Arrieta. 2B: Carlos Leal. 3B: Gabriel Alfonzo. LF: Rainiero Valero. RF: Jhonatan Biarreta. Duración: 4h 13m |                           |         |                       |                                       |   |   |   |   |   |    |    |   |
| Equipo | 1                         | 2       | 3                     | 4                                     | 5 | 6 | 7 | 8 | 9 | C  | H  | E |
| Caribes de Anzoátegui | 0                         | 0       | 1                     | 0                                     | 2 | 2 | 0 | 0 | 0 | 5  | 11 | 3 |
| Navegantes del Magallanes | 4                         | 0       | 1                     | 0                                     | 3 | 0 | 2 | 3 | X | 13 | 15 | 0 |

| Equipo                    | 1 | 2 | 3 | 4 | 5 | 6 | 7 | 8 | 9 | C  | H  | E |
| ------------------------- | - | - | - | - | - | - | - | - | - | -- | -- | - |
| Caribes de Anzoátegui     | 0 | 0 | 1 | 0 | 2 | 2 | 0 | 0 | 0 | 5  | 11 | 3 |
| Navegantes del Magallanes | 4 | 0 | 1 | 0 | 3 | 0 | 2 | 3 | X | 13 | 15 | 0 |

| Juego 6, 19 de enero, 6:00 p. m. EST (UTC-4) | Caribes de Anzoátegui | 8 – 2   | Navegantes del Magallanes | Estadio José Pérez Colmenares, Maracay |                            |   |   |   |   |   |    |   |
| |                       | Reporte |                           | Asistencia: 8 espectadores             | Asistencia: 8 espectadores |   |   |   |   |   |    |   |
| Detalle \| Equipo \| 1 \| 2 \| 3 \| 4 \| 5 \| 6 \| 7 \| 8 \| 9 \| C \| H \| E \| \| ------------------------- \| - \| - \| - \| - \| - \| - \| - \| - \| - \| - \| -- \| - \| \| Navegantes del Magallanes \| 1 \| 1 \| 0 \| 0 \| 0 \| 0 \| 0 \| 0 \| 0 \| 2 \| 7 \| 2 \| \| Caribes de Anzoátegui \| 0 \| 0 \| 0 \| 0 \| 4 \| 0 \| 4 \| 0 \| X \| 8 \| 10 \| 2 \|LG: Andrés Machado (1-1) LP: Erick Leal (0-2) Umpires : HP: Edward Pacheco. 1B: José Navas. 2B: Robert Moreno. 3B: Jorge Terán. LF: Luis González. RF: Edwin Jiménez. Duración: 3h 13m |                       |         |                           |                                        |                            |   |   |   |   |   |    |   |
| Equipo | 1                     | 2       | 3                         | 4                                      | 5                          | 6 | 7 | 8 | 9 | C | H  | E |
| Navegantes del Magallanes | 1                     | 1       | 0                         | 0                                      | 0                          | 0 | 0 | 0 | 0 | 2 | 7  | 2 |
| Caribes de Anzoátegui | 0                     | 0       | 0                         | 0                                      | 4                          | 0 | 4 | 0 | X | 8 | 10 | 2 |

| Equipo                    | 1 | 2 | 3 | 4 | 5 | 6 | 7 | 8 | 9 | C | H  | E |
| ------------------------- | - | - | - | - | - | - | - | - | - | - | -- | - |
| Navegantes del Magallanes | 1 | 1 | 0 | 0 | 0 | 0 | 0 | 0 | 0 | 2 | 7  | 2 |
| Caribes de Anzoátegui     | 0 | 0 | 0 | 0 | 4 | 0 | 4 | 0 | X | 8 | 10 | 2 |

| Juego 7, 20 de enero, 6:00 p. m. EST (UTC-4) | Caribes de Anzoátegui | 10 – 4  | Navegantes del Magallanes | Estadio José Pérez Colmenares, Maracay |   |   |   |   |   |    |    |   |
| |                       | Reporte |                           |                                        |   |   |   |   |   |    |    |   |
| Detalle \| Equipo \| 1 \| 2 \| 3 \| 4 \| 5 \| 6 \| 7 \| 8 \| 9 \| C \| H \| E \| \| ------------------------- \| - \| - \| - \| - \| - \| - \| - \| - \| - \| -- \| -- \| - \| \| Navegantes del Magallanes \| 0 \| 0 \| 0 \| 1 \| 0 \| 0 \| 0 \| 0 \| 3 \| 4 \| 8 \| 1 \| \| Caribes de Anzoátegui \| 1 \| 0 \| 6 \| 3 \| 0 \| 0 \| 0 \| 0 \| X \| 10 \| 13 \| 2 \|LG: Andrés Pérez (3-0) LP: Wilfredo Boscan (1-1) HRs: MAG – Danry Vásquez (3) ANZ – Rafael Ortega (2), Oswaldo Arcia (2) Umpires : HP: José Navas. 1B: Robert Moreno. 2B: Jorge Terán. 3B: Edwin Jiménez. LF: Edward Pacheco. RF: Juan Gómez. Duración: 3h 43m |                       |         |                           |                                        |   |   |   |   |   |    |    |   |
| Equipo | 1                     | 2       | 3                         | 4                                      | 5 | 6 | 7 | 8 | 9 | C  | H  | E |
| Navegantes del Magallanes | 0                     | 0       | 0                         | 1                                      | 0 | 0 | 0 | 0 | 3 | 4  | 8  | 1 |
| Caribes de Anzoátegui | 1                     | 0       | 6                         | 3                                      | 0 | 0 | 0 | 0 | X | 10 | 13 | 2 |

| Equipo                    | 1 | 2 | 3 | 4 | 5 | 6 | 7 | 8 | 9 | C  | H  | E |
| ------------------------- | - | - | - | - | - | - | - | - | - | -- | -- | - |
| Navegantes del Magallanes | 0 | 0 | 0 | 1 | 0 | 0 | 0 | 0 | 3 | 4  | 8  | 1 |
| Caribes de Anzoátegui     | 1 | 0 | 6 | 3 | 0 | 0 | 0 | 0 | X | 10 | 13 | 2 |

#### Cardenales vs. Tigres
| Juego 1, 13 de enero, 6:00 p. m. EST (UTC-4) | Cardenales de Lara | 7 – 6   | Tigres de Aragua | Estadio Antonio Herrera Gutiérrez, Barquisimeto |   |   |   |   |   |   |    |   |
| |                    | Reporte |                  |                                                 |   |   |   |   |   |   |    |   |
| Detalle \| Equipo \| 1 \| 2 \| 3 \| 4 \| 5 \| 6 \| 7 \| 8 \| 9 \| C \| H \| E \| \| ------------------ \| - \| - \| - \| - \| - \| - \| - \| - \| - \| - \| -- \| - \| \| Tigres de Aragua \| 0 \| 0 \| 0 \| 0 \| 1 \| 2 \| 0 \| 3 \| 0 \| 6 \| 14 \| 2 \| \| Cardenales de Lara \| 1 \| 0 \| 0 \| 1 \| 1 \| 0 \| 1 \| 3 \| X \| 7 \| 11 \| 0 \|LG: Jésus Sánchez LP: Wirfin Obispo (0-1) SV: Pedro Rodríguez (1) HRs: LAR – Carlos Rivero (1) Umpires : HP: David Arrieta. 1B: Carlos Leal. 2B: Jhonatan Biarreta. 3B: Emil Jiménez. LF: Jonathan Parra. RF: Gabriel Alfonzo. Duración: 4h 5m |                    |         |                  |                                                 |   |   |   |   |   |   |    |   |
| Equipo | 1                  | 2       | 3                | 4                                               | 5 | 6 | 7 | 8 | 9 | C | H  | E |
| Tigres de Aragua | 0                  | 0       | 0                | 0                                               | 1 | 2 | 0 | 3 | 0 | 6 | 14 | 2 |
| Cardenales de Lara | 1                  | 0       | 0                | 1                                               | 1 | 0 | 1 | 3 | X | 7 | 11 | 0 |

| Equipo             | 1 | 2 | 3 | 4 | 5 | 6 | 7 | 8 | 9 | C | H  | E |
| ------------------ | - | - | - | - | - | - | - | - | - | - | -- | - |
| Tigres de Aragua   | 0 | 0 | 0 | 0 | 1 | 2 | 0 | 3 | 0 | 6 | 14 | 2 |
| Cardenales de Lara | 1 | 0 | 0 | 1 | 1 | 0 | 1 | 3 | X | 7 | 11 | 0 |

| Juego 2, 14 de enero, 6:00 p. m. EST (UTC-4) | Cardenales de Lara | 4 – 5   | Tigres de Aragua | Estadio Antonio Herrera Gutiérrez, Barquisimeto |   |   |   |   |   |   |    |   |
| |                    | Reporte |                  |                                                 |   |   |   |   |   |   |    |   |
| Detalle \| Equipo \| 1 \| 2 \| 3 \| 4 \| 5 \| 6 \| 7 \| 8 \| 9 \| C \| H \| E \| \| ------------------ \| - \| - \| - \| - \| - \| - \| - \| - \| - \| - \| -- \| - \| \| Tigres de Aragua \| 0 \| 1 \| 2 \| 0 \| 0 \| 0 \| 0 \| 0 \| 2 \| 5 \| 10 \| 0 \| \| Cardenales de Lara \| 0 \| 0 \| 0 \| 1 \| 0 \| 0 \| 1 \| 2 \| 0 \| 4 \| 12 \| 1 \|LG: Ronald Belisario (1-0) LP: Pedro Rodríguez (0-1) HRs: ARA – Ramón Cabrera (1) LAR – Gorkys Hernández (1), Yordanis Linares (1) Umpires : HP: Carlos Leal. 1B: Jhonatan Biarreta. 2B: Emil Jiménez. 3B: Jonathan Parra. LF: David Arrieta. RF: Rainiero Valero. Duración: 3h 42m |                    |         |                  |                                                 |   |   |   |   |   |   |    |   |
| Equipo | 1                  | 2       | 3                | 4                                               | 5 | 6 | 7 | 8 | 9 | C | H  | E |
| Tigres de Aragua | 0                  | 1       | 2                | 0                                               | 0 | 0 | 0 | 0 | 2 | 5 | 10 | 0 |
| Cardenales de Lara | 0                  | 0       | 0                | 1                                               | 0 | 0 | 1 | 2 | 0 | 4 | 12 | 1 |

| Equipo             | 1 | 2 | 3 | 4 | 5 | 6 | 7 | 8 | 9 | C | H  | E |
| ------------------ | - | - | - | - | - | - | - | - | - | - | -- | - |
| Tigres de Aragua   | 0 | 1 | 2 | 0 | 0 | 0 | 0 | 0 | 2 | 5 | 10 | 0 |
| Cardenales de Lara | 0 | 0 | 0 | 1 | 0 | 0 | 1 | 2 | 0 | 4 | 12 | 1 |

| Juego 3, 15 de enero, 6:00 p. m. EST (UTC-4) | Tigres de Aragua | 10 – 19 | Cardenales de Lara | Estadio José Pérez Colmenares, Maracay |                              |   |   |   |    |    |    |   |
| |                  | Reporte |                    | Asistencia: 288 espectadores           | Asistencia: 288 espectadores |   |   |   |    |    |    |   |
| Detalle \| Equipo \| 1 \| 2 \| 3 \| 4 \| 5 \| 6 \| 7 \| 8 \| 9 \| C \| H \| E \| \| ------------------ \| - \| - \| - \| - \| - \| - \| - \| - \| -- \| -- \| -- \| - \| \| Cardenales de Lara \| 0 \| 6 \| 0 \| 0 \| 0 \| 0 \| 1 \| 1 \| 11 \| 19 \| 12 \| 1 \| \| Tigres de Aragua \| 1 \| 1 \| 1 \| 0 \| 6 \| 0 \| 1 \| 0 \| 0 \| 10 \| 19 \| 3 \|LG: Ricardo Gómez (1-0) LP: Ronald Belisario (1-1) Umpires : HP: Luis González. 1B: Robert Moreno. 2B: Jorge Terán. 3B: José Navas. LF: Edwin Jiménez. RF: Juan Gómez. Duración: 5h 41m |                  |         |                    |                                        |                              |   |   |   |    |    |    |   |
| Equipo | 1                | 2       | 3                  | 4                                      | 5                            | 6 | 7 | 8 | 9  | C  | H  | E |
| Cardenales de Lara | 0                | 6       | 0                  | 0                                      | 0                            | 0 | 1 | 1 | 11 | 19 | 12 | 1 |
| Tigres de Aragua | 1                | 1       | 1                  | 0                                      | 6                            | 0 | 1 | 0 | 0  | 10 | 19 | 3 |

| Equipo             | 1 | 2 | 3 | 4 | 5 | 6 | 7 | 8 | 9  | C  | H  | E |
| ------------------ | - | - | - | - | - | - | - | - | -- | -- | -- | - |
| Cardenales de Lara | 0 | 6 | 0 | 0 | 0 | 0 | 1 | 1 | 11 | 19 | 12 | 1 |
| Tigres de Aragua   | 1 | 1 | 1 | 0 | 6 | 0 | 1 | 0 | 0  | 10 | 19 | 3 |

| Juego 4, 17 de enero, 6:00 p. m. EST (UTC-4) | Tigres de Aragua | 4 – 8   | Cardenales de Lara | Estadio José Pérez Colmenares, Maracay |                              |   |   |   |   |   |   |   |
| |                  | Reporte |                    | Asistencia: 488 espectadores           | Asistencia: 488 espectadores |   |   |   |   |   |   |   |
| Detalle \| Equipo \| 1 \| 2 \| 3 \| 4 \| 5 \| 6 \| 7 \| 8 \| 9 \| C \| H \| E \| \| ------------------ \| - \| - \| - \| - \| - \| - \| - \| - \| - \| - \| - \| - \| \| Cardenales de Lara \| 0 \| 1 \| 0 \| 0 \| 0 \| 0 \| 3 \| 1 \| 3 \| 8 \| 9 \| 1 \| \| Tigres de Aragua \| 1 \| 0 \| 1 \| 0 \| 0 \| 0 \| 0 \| 2 \| 0 \| 4 \| 8 \| 2 \|LG: Raúl Rivero (1-0) LP: Luis Ysla (0-1) SV: Pedro Rodríguez (2) HRs: LAR – Gorkys Hernández (2) ARA – Hernán Pérez (1) Umpires : HP: Robert Moreno. 1B: Jorge Terán. 2B: José Navas. 3B: Edwin Jiménez. LF: Juan Gómez. RF: Edward Pacheco. Duración: 4h 20m |                  |         |                    |                                        |                              |   |   |   |   |   |   |   |
| Equipo | 1                | 2       | 3                  | 4                                      | 5                            | 6 | 7 | 8 | 9 | C | H | E |
| Cardenales de Lara | 0                | 1       | 0                  | 0                                      | 0                            | 0 | 3 | 1 | 3 | 8 | 9 | 1 |
| Tigres de Aragua | 1                | 0       | 1                  | 0                                      | 0                            | 0 | 0 | 2 | 0 | 4 | 8 | 2 |

| Equipo             | 1 | 2 | 3 | 4 | 5 | 6 | 7 | 8 | 9 | C | H | E |
| ------------------ | - | - | - | - | - | - | - | - | - | - | - | - |
| Cardenales de Lara | 0 | 1 | 0 | 0 | 0 | 0 | 3 | 1 | 3 | 8 | 9 | 1 |
| Tigres de Aragua   | 1 | 0 | 1 | 0 | 0 | 0 | 0 | 2 | 0 | 4 | 8 | 2 |

| Juego 5, 18 de enero, 6:00 p. m. EST (UTC-4) | Tigres de Aragua | 6 – 4   | Cardenales de Lara | Estadio José Pérez Colmenares, Maracay |                            |   |   |   |   |   |   |   |
| |                  | Reporte |                    | Asistencia: 8 espectadores             | Asistencia: 8 espectadores |   |   |   |   |   |   |   |
| Detalle \| Equipo \| 1 \| 2 \| 3 \| 4 \| 5 \| 6 \| 7 \| 8 \| 9 \| C \| H \| E \| \| ------------------ \| - \| - \| - \| - \| - \| - \| - \| - \| - \| - \| - \| - \| \| Cardenales de Lara \| 0 \| 0 \| 0 \| 0 \| 0 \| 1 \| 0 \| 1 \| 2 \| 4 \| 7 \| 1 \| \| Tigres de Aragua \| 3 \| 0 \| 0 \| 0 \| 0 \| 0 \| 3 \| 0 \| X \| 6 \| 8 \| 0 \|LG: Logan Durán (1-0) LP: Henry Centeno (0-1) HRs: LAR – René Reyes (1) Umpires : HP: Jorge Terán. 1B: Edward Pacheco. 2B: José Navas. 3B: Robert Moreno. LF: Edwin Jiménez. RF: Juan Gómez. Duración: 4h 5m |                  |         |                    |                                        |                            |   |   |   |   |   |   |   |
| Equipo | 1                | 2       | 3                  | 4                                      | 5                          | 6 | 7 | 8 | 9 | C | H | E |
| Cardenales de Lara | 0                | 0       | 0                  | 0                                      | 0                          | 1 | 0 | 1 | 2 | 4 | 7 | 1 |
| Tigres de Aragua | 3                | 0       | 0                  | 0                                      | 0                          | 0 | 3 | 0 | X | 6 | 8 | 0 |

| Equipo             | 1 | 2 | 3 | 4 | 5 | 6 | 7 | 8 | 9 | C | H | E |
| ------------------ | - | - | - | - | - | - | - | - | - | - | - | - |
| Cardenales de Lara | 0 | 0 | 0 | 0 | 0 | 1 | 0 | 1 | 2 | 4 | 7 | 1 |
| Tigres de Aragua   | 3 | 0 | 0 | 0 | 0 | 0 | 3 | 0 | X | 6 | 8 | 0 |

| Juego 6, 19 de enero, 6:00 p. m. EST (UTC-4) | Cardenales de Lara | 1 – 7   | Tigres de Aragua | Estadio Antonio Herrera Gutiérrez, Barquisimeto |   |   |   |   |   |   |    |   |
| |                    | Reporte |                  |                                                 |   |   |   |   |   |   |    |   |
| Detalle \| Equipo \| 1 \| 2 \| 3 \| 4 \| 5 \| 6 \| 7 \| 8 \| 9 \| C \| H \| E \| \| ------------------ \| - \| - \| - \| - \| - \| - \| - \| - \| - \| - \| -- \| - \| \| Tigres de Aragua \| 1 \| 0 \| 0 \| 0 \| 0 \| 1 \| 4 \| 0 \| 1 \| 7 \| 12 \| 0 \| \| Cardenales de Lara \| 1 \| 0 \| 0 \| 0 \| 0 \| 0 \| 0 \| 0 \| 0 \| 1 \| 5 \| 2 \|LG: Guillermo Moscoso (1-0) LP: Néstor Molina (0-1) HRs: ARA – Henry Rodríguez (1) Umpires : HP: Carlos Leal. 1B: David Arrieta. 2B: Emil Jiménez. 3B: Jhonatan Biarreta. LF: Rainiero Valero. RF: Jonathan Parra. Duración: 3h 53m |                    |         |                  |                                                 |   |   |   |   |   |   |    |   |
| Equipo | 1                  | 2       | 3                | 4                                               | 5 | 6 | 7 | 8 | 9 | C | H  | E |
| Tigres de Aragua | 1                  | 0       | 0                | 0                                               | 0 | 1 | 4 | 0 | 1 | 7 | 12 | 0 |
| Cardenales de Lara | 1                  | 0       | 0                | 0                                               | 0 | 0 | 0 | 0 | 0 | 1 | 5  | 2 |

| Equipo             | 1 | 2 | 3 | 4 | 5 | 6 | 7 | 8 | 9 | C | H  | E |
| ------------------ | - | - | - | - | - | - | - | - | - | - | -- | - |
| Tigres de Aragua   | 1 | 0 | 0 | 0 | 0 | 1 | 4 | 0 | 1 | 7 | 12 | 0 |
| Cardenales de Lara | 1 | 0 | 0 | 0 | 0 | 0 | 0 | 0 | 0 | 1 | 5  | 2 |

| Juego 7, 20 de enero, 6:00 p. m. EST (UTC-4) | Cardenales de Lara | 11 – 2  | Tigres de Aragua | Estadio Antonio Herrera Gutiérrez, Barquisimeto |   |   |   |   |   |    |    |   |
| |                    | Reporte |                  |                                                 |   |   |   |   |   |    |    |   |
| Detalle \| Equipo \| 1 \| 2 \| 3 \| 4 \| 5 \| 6 \| 7 \| 8 \| 9 \| C \| H \| E \| \| ------------------ \| - \| - \| - \| - \| - \| - \| - \| - \| - \| -- \| -- \| - \| \| Tigres de Aragua \| 0 \| 0 \| 0 \| 1 \| 0 \| 0 \| 0 \| 0 \| X \| 2 \| 7 \| 2 \| \| Cardenales de Lara \| 1 \| 1 \| 0 \| 5 \| 0 \| 2 \| 2 \| 0 \| X \| 11 \| 20 \| 0 \|LG: Williams Pérez (1-0) LP: Noelvis Entenza (0-1) HRs: LAR – Carlos Rivero (2) Umpires : HP: David Arrieta. 1B: Emil Jiménez. 2B: Jonathan Parra. 3B: Carlos Leal. LF: Gabriel Alfonzo. RF: Jhonatan Biarreta. Duración: 3h 55m |                    |         |                  |                                                 |   |   |   |   |   |    |    |   |
| Equipo | 1                  | 2       | 3                | 4                                               | 5 | 6 | 7 | 8 | 9 | C  | H  | E |
| Tigres de Aragua | 0                  | 0       | 0                | 1                                               | 0 | 0 | 0 | 0 | X | 2  | 7  | 2 |
| Cardenales de Lara | 1                  | 1       | 0                | 5                                               | 0 | 2 | 2 | 0 | X | 11 | 20 | 0 |

| Equipo             | 1 | 2 | 3 | 4 | 5 | 6 | 7 | 8 | 9 | C  | H  | E |
| ------------------ | - | - | - | - | - | - | - | - | - | -- | -- | - |
| Tigres de Aragua   | 0 | 0 | 0 | 1 | 0 | 0 | 0 | 0 | X | 2  | 7  | 2 |
| Cardenales de Lara | 1 | 1 | 0 | 5 | 0 | 2 | 2 | 0 | X | 11 | 20 | 0 |

| Juego 1, 13 de enero, 6:00 p. m. EST (UTC-4) | Cardenales de Lara | 7 – 6   | Tigres de Aragua | Estadio Antonio Herrera Gutiérrez, Barquisimeto |   |   |   |   |   |   |    |   |
| |                    | Reporte |                  |                                                 |   |   |   |   |   |   |    |   |
| Detalle \| Equipo \| 1 \| 2 \| 3 \| 4 \| 5 \| 6 \| 7 \| 8 \| 9 \| C \| H \| E \| \| ------------------ \| - \| - \| - \| - \| - \| - \| - \| - \| - \| - \| -- \| - \| \| Tigres de Aragua \| 0 \| 0 \| 0 \| 0 \| 1 \| 2 \| 0 \| 3 \| 0 \| 6 \| 14 \| 2 \| \| Cardenales de Lara \| 1 \| 0 \| 0 \| 1 \| 1 \| 0 \| 1 \| 3 \| X \| 7 \| 11 \| 0 \|LG: Jésus Sánchez LP: Wirfin Obispo (0-1) SV: Pedro Rodríguez (1) HRs: LAR – Carlos Rivero (1) Umpires : HP: David Arrieta. 1B: Carlos Leal. 2B: Jhonatan Biarreta. 3B: Emil Jiménez. LF: Jonathan Parra. RF: Gabriel Alfonzo. Duración: 4h 5m |                    |         |                  |                                                 |   |   |   |   |   |   |    |   |
| Equipo | 1                  | 2       | 3                | 4                                               | 5 | 6 | 7 | 8 | 9 | C | H  | E |
| Tigres de Aragua | 0                  | 0       | 0                | 0                                               | 1 | 2 | 0 | 3 | 0 | 6 | 14 | 2 |
| Cardenales de Lara | 1                  | 0       | 0                | 1                                               | 1 | 0 | 1 | 3 | X | 7 | 11 | 0 |

| Equipo             | 1 | 2 | 3 | 4 | 5 | 6 | 7 | 8 | 9 | C | H  | E |
| ------------------ | - | - | - | - | - | - | - | - | - | - | -- | - |
| Tigres de Aragua   | 0 | 0 | 0 | 0 | 1 | 2 | 0 | 3 | 0 | 6 | 14 | 2 |
| Cardenales de Lara | 1 | 0 | 0 | 1 | 1 | 0 | 1 | 3 | X | 7 | 11 | 0 |

| Juego 2, 14 de enero, 6:00 p. m. EST (UTC-4) | Cardenales de Lara | 4 – 5   | Tigres de Aragua | Estadio Antonio Herrera Gutiérrez, Barquisimeto |   |   |   |   |   |   |    |   |
| |                    | Reporte |                  |                                                 |   |   |   |   |   |   |    |   |
| Detalle \| Equipo \| 1 \| 2 \| 3 \| 4 \| 5 \| 6 \| 7 \| 8 \| 9 \| C \| H \| E \| \| ------------------ \| - \| - \| - \| - \| - \| - \| - \| - \| - \| - \| -- \| - \| \| Tigres de Aragua \| 0 \| 1 \| 2 \| 0 \| 0 \| 0 \| 0 \| 0 \| 2 \| 5 \| 10 \| 0 \| \| Cardenales de Lara \| 0 \| 0 \| 0 \| 1 \| 0 \| 0 \| 1 \| 2 \| 0 \| 4 \| 12 \| 1 \|LG: Ronald Belisario (1-0) LP: Pedro Rodríguez (0-1) HRs: ARA – Ramón Cabrera (1) LAR – Gorkys Hernández (1), Yordanis Linares (1) Umpires : HP: Carlos Leal. 1B: Jhonatan Biarreta. 2B: Emil Jiménez. 3B: Jonathan Parra. LF: David Arrieta. RF: Rainiero Valero. Duración: 3h 42m |                    |         |                  |                                                 |   |   |   |   |   |   |    |   |
| Equipo | 1                  | 2       | 3                | 4                                               | 5 | 6 | 7 | 8 | 9 | C | H  | E |
| Tigres de Aragua | 0                  | 1       | 2                | 0                                               | 0 | 0 | 0 | 0 | 2 | 5 | 10 | 0 |
| Cardenales de Lara | 0                  | 0       | 0                | 1                                               | 0 | 0 | 1 | 2 | 0 | 4 | 12 | 1 |

| Equipo             | 1 | 2 | 3 | 4 | 5 | 6 | 7 | 8 | 9 | C | H  | E |
| ------------------ | - | - | - | - | - | - | - | - | - | - | -- | - |
| Tigres de Aragua   | 0 | 1 | 2 | 0 | 0 | 0 | 0 | 0 | 2 | 5 | 10 | 0 |
| Cardenales de Lara | 0 | 0 | 0 | 1 | 0 | 0 | 1 | 2 | 0 | 4 | 12 | 1 |

| Juego 3, 15 de enero, 6:00 p. m. EST (UTC-4) | Tigres de Aragua | 10 – 19 | Cardenales de Lara | Estadio José Pérez Colmenares, Maracay |                              |   |   |   |    |    |    |   |
| |                  | Reporte |                    | Asistencia: 288 espectadores           | Asistencia: 288 espectadores |   |   |   |    |    |    |   |
| Detalle \| Equipo \| 1 \| 2 \| 3 \| 4 \| 5 \| 6 \| 7 \| 8 \| 9 \| C \| H \| E \| \| ------------------ \| - \| - \| - \| - \| - \| - \| - \| - \| -- \| -- \| -- \| - \| \| Cardenales de Lara \| 0 \| 6 \| 0 \| 0 \| 0 \| 0 \| 1 \| 1 \| 11 \| 19 \| 12 \| 1 \| \| Tigres de Aragua \| 1 \| 1 \| 1 \| 0 \| 6 \| 0 \| 1 \| 0 \| 0 \| 10 \| 19 \| 3 \|LG: Ricardo Gómez (1-0) LP: Ronald Belisario (1-1) Umpires : HP: Luis González. 1B: Robert Moreno. 2B: Jorge Terán. 3B: José Navas. LF: Edwin Jiménez. RF: Juan Gómez. Duración: 5h 41m |                  |         |                    |                                        |                              |   |   |   |    |    |    |   |
| Equipo | 1                | 2       | 3                  | 4                                      | 5                            | 6 | 7 | 8 | 9  | C  | H  | E |
| Cardenales de Lara | 0                | 6       | 0                  | 0                                      | 0                            | 0 | 1 | 1 | 11 | 19 | 12 | 1 |
| Tigres de Aragua | 1                | 1       | 1                  | 0                                      | 6                            | 0 | 1 | 0 | 0  | 10 | 19 | 3 |

| Equipo             | 1 | 2 | 3 | 4 | 5 | 6 | 7 | 8 | 9  | C  | H  | E |
| ------------------ | - | - | - | - | - | - | - | - | -- | -- | -- | - |
| Cardenales de Lara | 0 | 6 | 0 | 0 | 0 | 0 | 1 | 1 | 11 | 19 | 12 | 1 |
| Tigres de Aragua   | 1 | 1 | 1 | 0 | 6 | 0 | 1 | 0 | 0  | 10 | 19 | 3 |

| Juego 4, 17 de enero, 6:00 p. m. EST (UTC-4) | Tigres de Aragua | 4 – 8   | Cardenales de Lara | Estadio José Pérez Colmenares, Maracay |                              |   |   |   |   |   |   |   |
| |                  | Reporte |                    | Asistencia: 488 espectadores           | Asistencia: 488 espectadores |   |   |   |   |   |   |   |
| Detalle \| Equipo \| 1 \| 2 \| 3 \| 4 \| 5 \| 6 \| 7 \| 8 \| 9 \| C \| H \| E \| \| ------------------ \| - \| - \| - \| - \| - \| - \| - \| - \| - \| - \| - \| - \| \| Cardenales de Lara \| 0 \| 1 \| 0 \| 0 \| 0 \| 0 \| 3 \| 1 \| 3 \| 8 \| 9 \| 1 \| \| Tigres de Aragua \| 1 \| 0 \| 1 \| 0 \| 0 \| 0 \| 0 \| 2 \| 0 \| 4 \| 8 \| 2 \|LG: Raúl Rivero (1-0) LP: Luis Ysla (0-1) SV: Pedro Rodríguez (2) HRs: LAR – Gorkys Hernández (2) ARA – Hernán Pérez (1) Umpires : HP: Robert Moreno. 1B: Jorge Terán. 2B: José Navas. 3B: Edwin Jiménez. LF: Juan Gómez. RF: Edward Pacheco. Duración: 4h 20m |                  |         |                    |                                        |                              |   |   |   |   |   |   |   |
| Equipo | 1                | 2       | 3                  | 4                                      | 5                            | 6 | 7 | 8 | 9 | C | H | E |
| Cardenales de Lara | 0                | 1       | 0                  | 0                                      | 0                            | 0 | 3 | 1 | 3 | 8 | 9 | 1 |
| Tigres de Aragua | 1                | 0       | 1                  | 0                                      | 0                            | 0 | 0 | 2 | 0 | 4 | 8 | 2 |

| Equipo             | 1 | 2 | 3 | 4 | 5 | 6 | 7 | 8 | 9 | C | H | E |
| ------------------ | - | - | - | - | - | - | - | - | - | - | - | - |
| Cardenales de Lara | 0 | 1 | 0 | 0 | 0 | 0 | 3 | 1 | 3 | 8 | 9 | 1 |
| Tigres de Aragua   | 1 | 0 | 1 | 0 | 0 | 0 | 0 | 2 | 0 | 4 | 8 | 2 |

| Juego 5, 18 de enero, 6:00 p. m. EST (UTC-4) | Tigres de Aragua | 6 – 4   | Cardenales de Lara | Estadio José Pérez Colmenares, Maracay |                            |   |   |   |   |   |   |   |
| |                  | Reporte |                    | Asistencia: 8 espectadores             | Asistencia: 8 espectadores |   |   |   |   |   |   |   |
| Detalle \| Equipo \| 1 \| 2 \| 3 \| 4 \| 5 \| 6 \| 7 \| 8 \| 9 \| C \| H \| E \| \| ------------------ \| - \| - \| - \| - \| - \| - \| - \| - \| - \| - \| - \| - \| \| Cardenales de Lara \| 0 \| 0 \| 0 \| 0 \| 0 \| 1 \| 0 \| 1 \| 2 \| 4 \| 7 \| 1 \| \| Tigres de Aragua \| 3 \| 0 \| 0 \| 0 \| 0 \| 0 \| 3 \| 0 \| X \| 6 \| 8 \| 0 \|LG: Logan Durán (1-0) LP: Henry Centeno (0-1) HRs: LAR – René Reyes (1) Umpires : HP: Jorge Terán. 1B: Edward Pacheco. 2B: José Navas. 3B: Robert Moreno. LF: Edwin Jiménez. RF: Juan Gómez. Duración: 4h 5m |                  |         |                    |                                        |                            |   |   |   |   |   |   |   |
| Equipo | 1                | 2       | 3                  | 4                                      | 5                          | 6 | 7 | 8 | 9 | C | H | E |
| Cardenales de Lara | 0                | 0       | 0                  | 0                                      | 0                          | 1 | 0 | 1 | 2 | 4 | 7 | 1 |
| Tigres de Aragua | 3                | 0       | 0                  | 0                                      | 0                          | 0 | 3 | 0 | X | 6 | 8 | 0 |

| Equipo             | 1 | 2 | 3 | 4 | 5 | 6 | 7 | 8 | 9 | C | H | E |
| ------------------ | - | - | - | - | - | - | - | - | - | - | - | - |
| Cardenales de Lara | 0 | 0 | 0 | 0 | 0 | 1 | 0 | 1 | 2 | 4 | 7 | 1 |
| Tigres de Aragua   | 3 | 0 | 0 | 0 | 0 | 0 | 3 | 0 | X | 6 | 8 | 0 |

| Juego 6, 19 de enero, 6:00 p. m. EST (UTC-4) | Cardenales de Lara | 1 – 7   | Tigres de Aragua | Estadio Antonio Herrera Gutiérrez, Barquisimeto |   |   |   |   |   |   |    |   |
| |                    | Reporte |                  |                                                 |   |   |   |   |   |   |    |   |
| Detalle \| Equipo \| 1 \| 2 \| 3 \| 4 \| 5 \| 6 \| 7 \| 8 \| 9 \| C \| H \| E \| \| ------------------ \| - \| - \| - \| - \| - \| - \| - \| - \| - \| - \| -- \| - \| \| Tigres de Aragua \| 1 \| 0 \| 0 \| 0 \| 0 \| 1 \| 4 \| 0 \| 1 \| 7 \| 12 \| 0 \| \| Cardenales de Lara \| 1 \| 0 \| 0 \| 0 \| 0 \| 0 \| 0 \| 0 \| 0 \| 1 \| 5 \| 2 \|LG: Guillermo Moscoso (1-0) LP: Néstor Molina (0-1) HRs: ARA – Henry Rodríguez (1) Umpires : HP: Carlos Leal. 1B: David Arrieta. 2B: Emil Jiménez. 3B: Jhonatan Biarreta. LF: Rainiero Valero. RF: Jonathan Parra. Duración: 3h 53m |                    |         |                  |                                                 |   |   |   |   |   |   |    |   |
| Equipo | 1                  | 2       | 3                | 4                                               | 5 | 6 | 7 | 8 | 9 | C | H  | E |
| Tigres de Aragua | 1                  | 0       | 0                | 0                                               | 0 | 1 | 4 | 0 | 1 | 7 | 12 | 0 |
| Cardenales de Lara | 1                  | 0       | 0                | 0                                               | 0 | 0 | 0 | 0 | 0 | 1 | 5  | 2 |

| Equipo             | 1 | 2 | 3 | 4 | 5 | 6 | 7 | 8 | 9 | C | H  | E |
| ------------------ | - | - | - | - | - | - | - | - | - | - | -- | - |
| Tigres de Aragua   | 1 | 0 | 0 | 0 | 0 | 1 | 4 | 0 | 1 | 7 | 12 | 0 |
| Cardenales de Lara | 1 | 0 | 0 | 0 | 0 | 0 | 0 | 0 | 0 | 1 | 5  | 2 |

| Juego 7, 20 de enero, 6:00 p. m. EST (UTC-4) | Cardenales de Lara | 11 – 2  | Tigres de Aragua | Estadio Antonio Herrera Gutiérrez, Barquisimeto |   |   |   |   |   |    |    |   |
| |                    | Reporte |                  |                                                 |   |   |   |   |   |    |    |   |
| Detalle \| Equipo \| 1 \| 2 \| 3 \| 4 \| 5 \| 6 \| 7 \| 8 \| 9 \| C \| H \| E \| \| ------------------ \| - \| - \| - \| - \| - \| - \| - \| - \| - \| -- \| -- \| - \| \| Tigres de Aragua \| 0 \| 0 \| 0 \| 1 \| 0 \| 0 \| 0 \| 0 \| X \| 2 \| 7 \| 2 \| \| Cardenales de Lara \| 1 \| 1 \| 0 \| 5 \| 0 \| 2 \| 2 \| 0 \| X \| 11 \| 20 \| 0 \|LG: Williams Pérez (1-0) LP: Noelvis Entenza (0-1) HRs: LAR – Carlos Rivero (2) Umpires : HP: David Arrieta. 1B: Emil Jiménez. 2B: Jonathan Parra. 3B: Carlos Leal. LF: Gabriel Alfonzo. RF: Jhonatan Biarreta. Duración: 3h 55m |                    |         |                  |                                                 |   |   |   |   |   |    |    |   |
| Equipo | 1                  | 2       | 3                | 4                                               | 5 | 6 | 7 | 8 | 9 | C  | H  | E |
| Tigres de Aragua | 0                  | 0       | 0                | 1                                               | 0 | 0 | 0 | 0 | X | 2  | 7  | 2 |
| Cardenales de Lara | 1                  | 1       | 0                | 5                                               | 0 | 2 | 2 | 0 | X | 11 | 20 | 0 |

| Equipo             | 1 | 2 | 3 | 4 | 5 | 6 | 7 | 8 | 9 | C  | H  | E |
| ------------------ | - | - | - | - | - | - | - | - | - | -- | -- | - |
| Tigres de Aragua   | 0 | 0 | 0 | 1 | 0 | 0 | 0 | 0 | X | 2  | 7  | 2 |
| Cardenales de Lara | 1 | 1 | 0 | 5 | 0 | 2 | 2 | 0 | X | 11 | 20 | 0 |

### Serie Final

#### Cardenales vs. Caribes
| Juego 1, 22 de enero, 06:00 p. m. EST (UTC-4) | Cardenales de Lara | 0 – 6   | Caribes de Anzoátegui | Estadio Antonio Herrera Gutiérrez, Barquisimeto |   |   |   |   |   |   |    |   |
| |                    | Reporte |                       |                                                 |   |   |   |   |   |   |    |   |
| Detalle \| Equipo \| 1 \| 2 \| 3 \| 4 \| 5 \| 6 \| 7 \| 8 \| 9 \| C \| H \| E \| \| --------------------- \| - \| - \| - \| - \| - \| - \| - \| - \| - \| - \| -- \| - \| \| Caribes de Anzoátegui \| 0 \| 0 \| 0 \| 0 \| 0 \| 2 \| 2 \| 2 \| 0 \| 6 \| 13 \| 0 \| \| Cardenales de Lara \| 0 \| 0 \| 0 \| 0 \| 0 \| 0 \| 0 \| 0 \| 0 \| 0 \| 7 \| 1 \|LG: Jean Toledo (1-0) LP: Logan Darnell (0-1) Umpires : HP: David Arrieta. 1B: Robert Moreno. 2B: Jonathan Parra. 3B: Jorge Terán. LF: José Navas. RF: Jhonatan Biarreta. Duración: 3h 47m |                    |         |                       |                                                 |   |   |   |   |   |   |    |   |
| Equipo | 1                  | 2       | 3                     | 4                                               | 5 | 6 | 7 | 8 | 9 | C | H  | E |
| Caribes de Anzoátegui | 0                  | 0       | 0                     | 0                                               | 0 | 2 | 2 | 2 | 0 | 6 | 13 | 0 |
| Cardenales de Lara | 0                  | 0       | 0                     | 0                                               | 0 | 0 | 0 | 0 | 0 | 0 | 7  | 1 |

| Equipo                | 1 | 2 | 3 | 4 | 5 | 6 | 7 | 8 | 9 | C | H  | E |
| --------------------- | - | - | - | - | - | - | - | - | - | - | -- | - |
| Caribes de Anzoátegui | 0 | 0 | 0 | 0 | 0 | 2 | 2 | 2 | 0 | 6 | 13 | 0 |
| Cardenales de Lara    | 0 | 0 | 0 | 0 | 0 | 0 | 0 | 0 | 0 | 0 | 7  | 1 |

| Juego 2, 23 de enero, 06:00 p. m. EST (UTC-4) | Cardenales de Lara | 0 – 1   | Caribes de Anzoátegui | Estadio Antonio Herrera Gutiérrez, Barquisimeto |   |   |   |   |   |    |    |   |   |   |
| |                    | Reporte |                       |                                                 |   |   |   |   |   |    |    |   |   |   |
| Detalle \| Equipo \| 1 \| 2 \| 3 \| 4 \| 5 \| 6 \| 7 \| 8 \| 9 \| 10 \| 11 \| C \| H \| E \| \| --------------------- \| - \| - \| - \| - \| - \| - \| - \| - \| - \| -- \| -- \| - \| - \| - \| \| Caribes de Anzoátegui \| 0 \| 0 \| 0 \| 0 \| 0 \| 0 \| 0 \| 0 \| 0 \| 0 \| 1 \| 1 \| 9 \| 1 \| \| Cardenales de Lara \| 0 \| 0 \| 0 \| 0 \| 0 \| 0 \| 0 \| 0 \| 0 \| 0 \| 0 \| 0 \| 3 \| 1 \|LG: Jaison Vilera (1-0) LP: Ricardo Gómez (1-1) SV: Jean Toledo (1) Umpires : HP: Emil Jiménez. 1B: Jonathan Parra. 2B: Jorge Terán. 3B: José Navas. LF: Jhonatan Biarreta. RF: David Arrieta. Duración: 3h 46m |                    |         |                       |                                                 |   |   |   |   |   |    |    |   |   |   |
| Equipo | 1                  | 2       | 3                     | 4                                               | 5 | 6 | 7 | 8 | 9 | 10 | 11 | C | H | E |
| Caribes de Anzoátegui | 0                  | 0       | 0                     | 0                                               | 0 | 0 | 0 | 0 | 0 | 0  | 1  | 1 | 9 | 1 |
| Cardenales de Lara | 0                  | 0       | 0                     | 0                                               | 0 | 0 | 0 | 0 | 0 | 0  | 0  | 0 | 3 | 1 |

| Equipo                | 1 | 2 | 3 | 4 | 5 | 6 | 7 | 8 | 9 | 10 | 11 | C | H | E |
| --------------------- | - | - | - | - | - | - | - | - | - | -- | -- | - | - | - |
| Caribes de Anzoátegui | 0 | 0 | 0 | 0 | 0 | 0 | 0 | 0 | 0 | 0  | 1  | 1 | 9 | 1 |
| Cardenales de Lara    | 0 | 0 | 0 | 0 | 0 | 0 | 0 | 0 | 0 | 0  | 0  | 0 | 3 | 1 |

| Juego 3, 24 de enero, 06:00 p. m. EST (UTC-4) | Caribes de Anzoátegui | 9 – 6   | Cardenales de Lara | Estadio José Pérez Colmenares, Maracay |   |   |   |   |   |   |    |   |
| |                       | Reporte |                    |                                        |   |   |   |   |   |   |    |   |
| Detalle \| Equipo \| 1 \| 2 \| 3 \| 4 \| 5 \| 6 \| 7 \| 8 \| 9 \| C \| H \| E \| \| --------------------- \| - \| - \| - \| - \| - \| - \| - \| - \| - \| - \| -- \| - \| \| Cardenales de Lara \| 0 \| 0 \| 0 \| 0 \| 0 \| 3 \| 1 \| 0 \| 2 \| 6 \| 11 \| 1 \| \| Caribes de Anzoátegui \| 0 \| 1 \| 0 \| 0 \| 4 \| 4 \| 0 \| 0 \| X \| 9 \| 13 \| 1 \|LG: Andrés Pérez (1-0) LP: Henry Centeno (0-1) HRs: ANZ – Oswaldo Arcia (1) Umpires : HP: Robert Moreno. 1B: Jorge Terán. 2B: José Navas. 3B: Jhonatan Biarreta. LF: David Arrieta. RF: Emil Jiménez. Duración: 4h 04m |                       |         |                    |                                        |   |   |   |   |   |   |    |   |
| Equipo | 1                     | 2       | 3                  | 4                                      | 5 | 6 | 7 | 8 | 9 | C | H  | E |
| Cardenales de Lara | 0                     | 0       | 0                  | 0                                      | 0 | 3 | 1 | 0 | 2 | 6 | 11 | 1 |
| Caribes de Anzoátegui | 0                     | 1       | 0                  | 0                                      | 4 | 4 | 0 | 0 | X | 9 | 13 | 1 |

| Equipo                | 1 | 2 | 3 | 4 | 5 | 6 | 7 | 8 | 9 | C | H  | E |
| --------------------- | - | - | - | - | - | - | - | - | - | - | -- | - |
| Cardenales de Lara    | 0 | 0 | 0 | 0 | 0 | 3 | 1 | 0 | 2 | 6 | 11 | 1 |
| Caribes de Anzoátegui | 0 | 1 | 0 | 0 | 4 | 4 | 0 | 0 | X | 9 | 13 | 1 |

| Juego 4, 26 de enero, 06:00 p. m. EST (UTC-4) | Caribes de Anzoátegui | 8 – 7   | Cardenales de Lara | Estadio José Pérez Colmenares, Maracay |                             |   |   |   |   |    |   |    |   |
| |                       | Reporte |                    | Asistencia: 88 espectadores            | Asistencia: 88 espectadores |   |   |   |   |    |   |    |   |
| Detalle \| Equipo \| 1 \| 2 \| 3 \| 4 \| 5 \| 6 \| 7 \| 8 \| 9 \| 10 \| C \| H \| E \| \| --------------------- \| - \| - \| - \| - \| - \| - \| - \| - \| - \| -- \| - \| -- \| - \| \| Cardenales de Lara \| 3 \| 0 \| 0 \| 0 \| 1 \| 0 \| 2 \| 0 \| 1 \| 0 \| 7 \| 11 \| 1 \| \| Caribes de Anzoátegui \| 2 \| 0 \| 2 \| 0 \| 0 \| 1 \| 0 \| 2 \| 0 \| 1 \| 8 \| 16 \| 0 \|LG: Jake Sánchez (1-0) LP: Vicente Campos (0-1) HRs: LAR – Carlos Rivero (1) Umpires : HP: Jonathan Parra. 1B: José Navas. 2B: Jhonatan Biarreta. 3B: David Arrieta. LF: Emil Jiménez. RF: Robert Moreno. Duración: 4h 43m |                       |         |                    |                                        |                             |   |   |   |   |    |   |    |   |
| Equipo | 1                     | 2       | 3                  | 4                                      | 5                           | 6 | 7 | 8 | 9 | 10 | C | H  | E |
| Cardenales de Lara | 3                     | 0       | 0                  | 0                                      | 1                           | 0 | 2 | 0 | 1 | 0  | 7 | 11 | 1 |
| Caribes de Anzoátegui | 2                     | 0       | 2                  | 0                                      | 0                           | 1 | 0 | 2 | 0 | 1  | 8 | 16 | 0 |

| Equipo                | 1 | 2 | 3 | 4 | 5 | 6 | 7 | 8 | 9 | 10 | C | H  | E |
| --------------------- | - | - | - | - | - | - | - | - | - | -- | - | -- | - |
| Cardenales de Lara    | 3 | 0 | 0 | 0 | 1 | 0 | 2 | 0 | 1 | 0  | 7 | 11 | 1 |
| Caribes de Anzoátegui | 2 | 0 | 2 | 0 | 0 | 1 | 0 | 2 | 0 | 1  | 8 | 16 | 0 |

| Juego 1, 22 de enero, 06:00 p. m. EST (UTC-4) | Cardenales de Lara | 0 – 6   | Caribes de Anzoátegui | Estadio Antonio Herrera Gutiérrez, Barquisimeto |   |   |   |   |   |   |    |   |
| |                    | Reporte |                       |                                                 |   |   |   |   |   |   |    |   |
| Detalle \| Equipo \| 1 \| 2 \| 3 \| 4 \| 5 \| 6 \| 7 \| 8 \| 9 \| C \| H \| E \| \| --------------------- \| - \| - \| - \| - \| - \| - \| - \| - \| - \| - \| -- \| - \| \| Caribes de Anzoátegui \| 0 \| 0 \| 0 \| 0 \| 0 \| 2 \| 2 \| 2 \| 0 \| 6 \| 13 \| 0 \| \| Cardenales de Lara \| 0 \| 0 \| 0 \| 0 \| 0 \| 0 \| 0 \| 0 \| 0 \| 0 \| 7 \| 1 \|LG: Jean Toledo (1-0) LP: Logan Darnell (0-1) Umpires : HP: David Arrieta. 1B: Robert Moreno. 2B: Jonathan Parra. 3B: Jorge Terán. LF: José Navas. RF: Jhonatan Biarreta. Duración: 3h 47m |                    |         |                       |                                                 |   |   |   |   |   |   |    |   |
| Equipo | 1                  | 2       | 3                     | 4                                               | 5 | 6 | 7 | 8 | 9 | C | H  | E |
| Caribes de Anzoátegui | 0                  | 0       | 0                     | 0                                               | 0 | 2 | 2 | 2 | 0 | 6 | 13 | 0 |
| Cardenales de Lara | 0                  | 0       | 0                     | 0                                               | 0 | 0 | 0 | 0 | 0 | 0 | 7  | 1 |

| Equipo                | 1 | 2 | 3 | 4 | 5 | 6 | 7 | 8 | 9 | C | H  | E |
| --------------------- | - | - | - | - | - | - | - | - | - | - | -- | - |
| Caribes de Anzoátegui | 0 | 0 | 0 | 0 | 0 | 2 | 2 | 2 | 0 | 6 | 13 | 0 |
| Cardenales de Lara    | 0 | 0 | 0 | 0 | 0 | 0 | 0 | 0 | 0 | 0 | 7  | 1 |

| Juego 2, 23 de enero, 06:00 p. m. EST (UTC-4) | Cardenales de Lara | 0 – 1   | Caribes de Anzoátegui | Estadio Antonio Herrera Gutiérrez, Barquisimeto |   |   |   |   |   |    |    |   |   |   |
| |                    | Reporte |                       |                                                 |   |   |   |   |   |    |    |   |   |   |
| Detalle \| Equipo \| 1 \| 2 \| 3 \| 4 \| 5 \| 6 \| 7 \| 8 \| 9 \| 10 \| 11 \| C \| H \| E \| \| --------------------- \| - \| - \| - \| - \| - \| - \| - \| - \| - \| -- \| -- \| - \| - \| - \| \| Caribes de Anzoátegui \| 0 \| 0 \| 0 \| 0 \| 0 \| 0 \| 0 \| 0 \| 0 \| 0 \| 1 \| 1 \| 9 \| 1 \| \| Cardenales de Lara \| 0 \| 0 \| 0 \| 0 \| 0 \| 0 \| 0 \| 0 \| 0 \| 0 \| 0 \| 0 \| 3 \| 1 \|LG: Jaison Vilera (1-0) LP: Ricardo Gómez (1-1) SV: Jean Toledo (1) Umpires : HP: Emil Jiménez. 1B: Jonathan Parra. 2B: Jorge Terán. 3B: José Navas. LF: Jhonatan Biarreta. RF: David Arrieta. Duración: 3h 46m |                    |         |                       |                                                 |   |   |   |   |   |    |    |   |   |   |
| Equipo | 1                  | 2       | 3                     | 4                                               | 5 | 6 | 7 | 8 | 9 | 10 | 11 | C | H | E |
| Caribes de Anzoátegui | 0                  | 0       | 0                     | 0                                               | 0 | 0 | 0 | 0 | 0 | 0  | 1  | 1 | 9 | 1 |
| Cardenales de Lara | 0                  | 0       | 0                     | 0                                               | 0 | 0 | 0 | 0 | 0 | 0  | 0  | 0 | 3 | 1 |

| Equipo                | 1 | 2 | 3 | 4 | 5 | 6 | 7 | 8 | 9 | 10 | 11 | C | H | E |
| --------------------- | - | - | - | - | - | - | - | - | - | -- | -- | - | - | - |
| Caribes de Anzoátegui | 0 | 0 | 0 | 0 | 0 | 0 | 0 | 0 | 0 | 0  | 1  | 1 | 9 | 1 |
| Cardenales de Lara    | 0 | 0 | 0 | 0 | 0 | 0 | 0 | 0 | 0 | 0  | 0  | 0 | 3 | 1 |

| Juego 3, 24 de enero, 06:00 p. m. EST (UTC-4) | Caribes de Anzoátegui | 9 – 6   | Cardenales de Lara | Estadio José Pérez Colmenares, Maracay |   |   |   |   |   |   |    |   |
| |                       | Reporte |                    |                                        |   |   |   |   |   |   |    |   |
| Detalle \| Equipo \| 1 \| 2 \| 3 \| 4 \| 5 \| 6 \| 7 \| 8 \| 9 \| C \| H \| E \| \| --------------------- \| - \| - \| - \| - \| - \| - \| - \| - \| - \| - \| -- \| - \| \| Cardenales de Lara \| 0 \| 0 \| 0 \| 0 \| 0 \| 3 \| 1 \| 0 \| 2 \| 6 \| 11 \| 1 \| \| Caribes de Anzoátegui \| 0 \| 1 \| 0 \| 0 \| 4 \| 4 \| 0 \| 0 \| X \| 9 \| 13 \| 1 \|LG: Andrés Pérez (1-0) LP: Henry Centeno (0-1) HRs: ANZ – Oswaldo Arcia (1) Umpires : HP: Robert Moreno. 1B: Jorge Terán. 2B: José Navas. 3B: Jhonatan Biarreta. LF: David Arrieta. RF: Emil Jiménez. Duración: 4h 04m |                       |         |                    |                                        |   |   |   |   |   |   |    |   |
| Equipo | 1                     | 2       | 3                  | 4                                      | 5 | 6 | 7 | 8 | 9 | C | H  | E |
| Cardenales de Lara | 0                     | 0       | 0                  | 0                                      | 0 | 3 | 1 | 0 | 2 | 6 | 11 | 1 |
| Caribes de Anzoátegui | 0                     | 1       | 0                  | 0                                      | 4 | 4 | 0 | 0 | X | 9 | 13 | 1 |

| Equipo                | 1 | 2 | 3 | 4 | 5 | 6 | 7 | 8 | 9 | C | H  | E |
| --------------------- | - | - | - | - | - | - | - | - | - | - | -- | - |
| Cardenales de Lara    | 0 | 0 | 0 | 0 | 0 | 3 | 1 | 0 | 2 | 6 | 11 | 1 |
| Caribes de Anzoátegui | 0 | 1 | 0 | 0 | 4 | 4 | 0 | 0 | X | 9 | 13 | 1 |

| Juego 4, 26 de enero, 06:00 p. m. EST (UTC-4) | Caribes de Anzoátegui | 8 – 7   | Cardenales de Lara | Estadio José Pérez Colmenares, Maracay |                             |   |   |   |   |    |   |    |   |
| |                       | Reporte |                    | Asistencia: 88 espectadores            | Asistencia: 88 espectadores |   |   |   |   |    |   |    |   |
| Detalle \| Equipo \| 1 \| 2 \| 3 \| 4 \| 5 \| 6 \| 7 \| 8 \| 9 \| 10 \| C \| H \| E \| \| --------------------- \| - \| - \| - \| - \| - \| - \| - \| - \| - \| -- \| - \| -- \| - \| \| Cardenales de Lara \| 3 \| 0 \| 0 \| 0 \| 1 \| 0 \| 2 \| 0 \| 1 \| 0 \| 7 \| 11 \| 1 \| \| Caribes de Anzoátegui \| 2 \| 0 \| 2 \| 0 \| 0 \| 1 \| 0 \| 2 \| 0 \| 1 \| 8 \| 16 \| 0 \|LG: Jake Sánchez (1-0) LP: Vicente Campos (0-1) HRs: LAR – Carlos Rivero (1) Umpires : HP: Jonathan Parra. 1B: José Navas. 2B: Jhonatan Biarreta. 3B: David Arrieta. LF: Emil Jiménez. RF: Robert Moreno. Duración: 4h 43m |                       |         |                    |                                        |                             |   |   |   |   |    |   |    |   |
| Equipo | 1                     | 2       | 3                  | 4                                      | 5                           | 6 | 7 | 8 | 9 | 10 | C | H  | E |
| Cardenales de Lara | 3                     | 0       | 0                  | 0                                      | 1                           | 0 | 2 | 0 | 1 | 0  | 7 | 11 | 1 |
| Caribes de Anzoátegui | 2                     | 0       | 2                  | 0                                      | 0                           | 1 | 0 | 2 | 0 | 1  | 8 | 16 | 0 |

| Equipo                | 1 | 2 | 3 | 4 | 5 | 6 | 7 | 8 | 9 | 10 | C | H  | E |
| --------------------- | - | - | - | - | - | - | - | - | - | -- | - | -- | - |
| Cardenales de Lara    | 3 | 0 | 0 | 0 | 1 | 0 | 2 | 0 | 1 | 0  | 7 | 11 | 1 |
| Caribes de Anzoátegui | 2 | 0 | 2 | 0 | 0 | 1 | 0 | 2 | 0 | 1  | 8 | 16 | 0 |

## Líderes
Actualizado al 10 de enero de 2021.
| Stat | Jugador            | Equipo | Total |
| ---- | ------------------ | ------ | ----- |
| VB   | Willians Astudillo | ANZ    | 145   |
| AVG  | Alí Castillo       | ZUL    | 430   |
| 2B   | Luis Sardiñas      | ANZ    | 12    |
| 3B   | Engelb Vielma      | MAG    | 3     |
| HR   | Alberth Martínez   | MAG    | 8     |
| CI   | José Rondón        | CAR    | 31    |
| CA   | Ramón Flores       | MAR    | 31    |
| H    | Alí Castillo       | ZUL    | 58    |
| BR   | Breyvic Valera     | MAR    | 12    |
| SO   | Romer Cuadrado     | CAR    | 34    |

| Stat | Jugador        | Equipo | Total |
| ---- | -------------- | ------ | ----- |
| V    | Danny Rondón   | ZUL    | 6     |
| D    | Alsis Herrera  | CAR    | 4     |
| EFE. | Erick Leal     | MAG    | 1.31  |
| SO   | Liarvis Breto  | ANZ    | 30    |
| IL   | Henry Centeno  | MAR    | 39.2  |
| SV   | Silvino Bracho | ZUL    | 8     |
| HLD  | Iván Medina    | ANZ    | 8     |
| WHIP | Erick Leal     | MAG    | 1.11  |

## Draft
La escogencia del draft solo se efectuó después de haberse determinado los clasificados a la postemporada y de acuerdo a las condiciones del campeonato.

### Serie Semifinal
Para las Series Semifinales, los cuatro ganadores de la Ronda Eliminatoria (dos por división), obtuvieron los números del uno (1) al cuatro (4), de acuerdo al orden en que quedaron. Una vez definidos, fueron escogidos sucesivamente del primero al cuarto, un (1) jugador por equipo para la adición, comenzando con el equipo n° 1 y terminando con el equipo n° 4.

#### Adiciones
| Pick | Equipo                    | Jugador       | Pos. | Procedencia            |
| ---- | ------------------------- | ------------- | ---- | ---------------------- |
| 1    | Cardenales de Lara        | Henry Centeno | P    | Bravos de Margarita    |
| 2    | Caribes de Anzoategui     | Alí Castillo  | OF   | Águilas del Zulia      |
| 3    | Navegantes del Magallanes | Danry Vásquez | OF   | Tiburones de La Guaira |
| 4    | Tigres de Aragua          | José Martínez | IF   | Tiburones de La Guaira |

### Serie Final
Los equipos que clasificaron a la serie final, si no lo han hecho antes, pueden completar los cupos faltantes que no hallan llenado de las listas oficiales entregadas por los equipos eliminados.

#### Adiciones
| Pick | Equipo                | Jugador           | Pos. | Procedencia       |
| ---- | --------------------- | ----------------- | ---- | ----------------- |
| 1    | Cardenales de Lara    | Silvino Bracho    | P    | Águilas del Zulia |
| 2    | Caribes de Anzoátegui | Guillermo Moscoso | P    | Tigres de Aragua  |

## Premios y honores
| Semana | Jugador            | Equipo |
| ------ | ------------------ | ------ |
| 1      | Balbino Fuenmayor  | ANZ    |
| 2      | Gabriel Moreno     | LAR    |
| 3      | Hernán Pérez       | ARA    |
| 4      | Diego Rincones     | MAR    |
| 5      | Gorkys Hernández   | LAR    |
| 6      | José Rondón        | CAR    |
| 7      | Leonardo Reginatto | MAG    |
| SEM    | Willians Astudillo | ANZ    |
| FIN    | Luis Sardiñas      | ANZ    |

| Designación         | Jugador        | Equipo |
| ------------------- | -------------- | ------ |
| Productor del Año   | Ramón Flores   | MAR    |
| Cerrador del Año    | Silvino Bracho | ZUL    |
| Setup del Año       | Iván Medina    | ANZ    |
| Mánager del Año     | José Moreno    | LAR    |
| Regreso del Año     | Silvino Bracho | ZUL    |
| Novato del Año      | Jhonny Pereda  | CAR    |
| Pitcher del Año     | Erick Leal     | MAG    |
| Jugador Más Valioso | Hernán Pérez   | ARA    |